# Список эпизодов телесериала «Пожарные Чикаго»
Список эпизодов американского телесериала «Пожарные Чикаго»(также известного как «Чикаго в огне»), премьера которого состоялась на канале NBC 10 октября 2012 года. Сериал рассказывает о работе пожарных, спасателей и парамедиков 51-й пожарной части Чикаго.

## Обзор сезонов
| Сезон | Сезон | Эпизоды | Оригинальная дата показа | Оригинальная дата показа | Рейтинг Нильсена | Рейтинг Нильсена    |
| Сезон | Сезон | Эпизоды | Премьера сезона          | Финал сезона             | Ранк             | Зрители в США (млн) |
| ----- | ----- | ------- | ------------------------ | ------------------------ | ---------------- | ------------------- |
|       | 1     | 24      | 10 октября 2012          | 22 мая 2013              | 51               | 7.78                |
|       | 2     | 22      | 24 сентября 2013         | 13 мая 2014              | 31               | 9.70                |
|       | 3     | 23      | 23 сентября 2014         | 12 мая 2015              | 47               | 9.65                |
|       | 4     | 23      | 13 октября 2015          | 17 мая 2016              | 31               | 10.47               |
|       | 5     | 22      | 11 октября 2016          | 16 мая 2017              | 26               | 9.92                |
|       | 6     | 23      | 28 сентября 2017         | 10 мая 2018              | 29               | 9.67                |
|       | 7     | 22      | 26 сентября 2018         | 22 мая 2019              | 14               | 11,37               |
|       | 8     | 20      | 25 сентября 2019         | 15 апреля 2020           | 8                | 11.70               |
|       | 9     | 16      | 11 ноября 2020           | 26 мая 2021              | 7                | 10.23               |
|       | 10    | 22      | 22 сентября 2021         | 25 мая 2022              | 5                | 9.84                |
|       | 11    | 22      | 21 сентября 2022         | 24 мая 2023              | 7                | 9.25                |
|       | 12    | 13      | 17 января 2024           | 22 мая 2024              | 7                | 8,79                |
|       | 13    | 22      | 25 сентября 2024         | 21 мая 2025              | TBA              | TBA                 |
|       | 14    | TBD     | осень 2025               |                          |                  |                     |

## Список серий

### Сезон 1 (2012—2013)
| № общий | № в сезоне | Название                                               | Режиссёр          | Автор сценария                                                            | Дата премьеры   | Зрители в США (млн) |
| ------- | ---------- | ------------------------------------------------------ | ----------------- | ------------------------------------------------------------------------- | --------------- | ------------------- |
| 1       | 1          | «Пилотная серия» «Pilot»                               | Джеффри Начманофф | Майкл Брандт и Дерек Хаас                                                 | 10 октября 2012 | 6,61                |
| 2       | 2          | «Любовь моя» «Mon Amour»                               | Том Дичилло       | Майкл Брандт и Дерек Хаас                                                 | 17 октября 2012 | 5,85                |
| 3       | 3          | «Профессиональная вежливость» «Professional Courtesy»  | Джо Чаппелль      | Мэтт Олмстед                                                              | 24 октября 2012 | 6,42                |
| 4       | 4          | «Минута» «One Minute»                                  | Глория Муцио      | Андреа Ньюман                                                             | 31 октября 2012 | 5,62                |
| 5       | 5          | «Сохранить отношения» «Hanging On»                     | Жан Де Сегонзак   | Марк Дюбэ                                                                 | 7 ноября 2012   | 7,03                |
| 6       | 6          | «Зеркало заднего вида» «Rear View Mirror»              | Джо Чаппелль      | Таниа Ст. Джон                                                            | 14 ноября 2012  | 5,77                |
| 7       | 7          | «Две семьи» «Two Families»                             | Майкл Словис      | Майкл Брандт и Дерек Хаас                                                 | 21 ноября 2012  | 5,55                |
| 8       | 8          | «Выход из станции» «Leaving the Station»               | Константин Макрис | Брайан О                                                                  | 5 декабря 2012  | 7,21                |
| 9       | 9          | «Это не просто» «It Ain't Easy»                        | Том Дичилло       | Хилли Хикс мл.                                                            | 12 декабря 2012 | 4,87                |
| 10      | 10         | «Счастливого Рождества и т.д.» «Merry Christmas, Etc.» | Стив Шилл         | Майкл Гилвари                                                             | 19 декабря 2012 | 6,75                |
| 11      | 11         | «Бог сказал» «God Has Spoken»                          | Дэниел Сакхайм    | Андреа Ньюман и Марк Дюбэ                                                 | 2 января 2013   | 8,54                |
| 12      | 12         | «Под нож» «Under the Knife»                            | Алекс Чаппл       | Мэтт Олмстед и Райан Харрис                                               | 9 января 2013   | 8,04                |
| 13      | 13         | «Теплый и мертвый» «Warm and Dead»                     | Алик Сахаров      | Майкл Брандт и Дерек Хаас                                                 | 30 января 2013  | 7,31                |
| 14      | 14         | «Немного вкуса» «A Little Taste»                       | Артур В. Форни    | Мэтт Олмстед и Хилли Хикс мл.                                             | 6 февраля 2013  | 6,60                |
| 15      | 15         | «На здоровье!» «Nazdarovya!»                           | Джо Чаппелль      | Андреа Ньюман                                                             | 13 февраля 2013 | 6,65                |
| 16      | 16         | «Вирусный» «Viral»                                     | Майкл Брандт      | Майкл Гилвари                                                             | 20 февраля 2013 | 6,50                |
| 17      | 17         | «Лучше лги» «Better to Lie»                            | Джо Чаппелль      | Мэтт Олмстед и Райан Харрис                                               | 27 февраля 2013 | 6,62                |
| 18      | 18         | «Фейерверк» «Fireworks»                                | Карен Гавиола     | Тим Тэлботт                                                               | 20 марта 2013   | 6,39                |
| 19      | 19         | «Маленький гроб» «A Coffin That Small»                 | Дарнелл Мартин    | Сюжет : Стив Чикеротис Телесценарий : Майкл Брандт и Дерек Хаас           | 27 марта 2013   | 6,85                |
| 20      | 20         | «Амбиции» «Ambition»                                   | Артур В. Форни    | Андреа Ньюман и Майкл Гилвари                                             | 3 апреля 2013   | 6,37                |
| 21      | 21         | «Удар возмездия» «Retaliation Hit»                     | Жан Де Сегонзак   | Мэтт Олмстед и Хилли Хикс мл.                                             | 1 мая 2013      | 6,35                |
| 22      | 22         | «Лидеры ведут» «Leaders Lead»                          | Майкл Словис      | Сюжет : Дик Вульф и Мэтт Олмстед Телесценарий : Майкл Брандт и Дерек Хаас | 8 мая 2013      | 6,89                |
| 23      | 23         | «Отпусти её» «Let Her Go»                              | Джо Чаппелль      | Сюжет : Дик Вульф и Мэтт Олмстед Телесценарий : Майкл Брандт и Дерек Хаас | 15 мая 2013     | 6,90                |
| 24      | 24         | «Адская поездка» «A Hell of a Ride»                    | Алекс Чаппл       | Андреа Ньюман и Майкл Гилвари                                             | 22 мая 2013     | 6,13                |

### Сезон 2 (2013—2014)
| № общий | № в сезоне | Название                                                         | Режиссёр          | Автор сценария                                                            | Дата премьеры    | Зрители в США (млн) |
| ------- | ---------- | ---------------------------------------------------------------- | ----------------- | ------------------------------------------------------------------------- | ---------------- | ------------------- |
| 25      | 1          | «Тяжелый случай с домом» «A Problem House»                       | Джо Чаппелль      | Майкл Брандт и Дерек Хаас                                                 | 24 сентября 2013 | 8.90                |
| 26      | 2          | «Докажи» «Prove It»                                              | Том Дичилло       | Андреа Ньюман                                                             | 1 октября 2013   | 8.74                |
| 27      | 3          | «Максимальная боеготовность» «Defcon 1»                          | Джо Чаппелль      | Майкл Гилвари                                                             | 8 октября 2013   | 7.43                |
| 28      | 4          | «Тревожный вызов» «A Nuisance Call»                              | Стив Шилл         | Мэтт Олмстед и Хилли Хикс мл.                                             | 15 октября 2013  | 8.08                |
| 29      | 5          | «Сильный ход» «A Power Move»                                     | Янн Тёрнер        | Энди Бушнелл                                                              | 22 октября 2013  | 7.45                |
| 30      | 6          | «Лихачество» «Joyriding»                                         | Стив Шилл         | Дерек Хаас и Тим Тэлботт                                                  | 12 ноября 2013   | 7.66                |
| 31      | 7          | «Никаких сожалений» «No Regrets»                                 | Майкл Словис      | Майкл Брандт и Райан Харрис                                               | 19 ноября 2013   | 7.49                |
| 32      | 8          | «Рифмы с криками» «Rhymes With Shout»                            | Джо Чаппелль      | Андреа Ньюман                                                             | 26 ноября 2013   | 6.91                |
| 33      | 9          | «Ты навредишь ему» «You Will Hurt Him»                           | Сэнфорд Букставер | Майкл Гилвари                                                             | 3 декабря 2013   | 8.22                |
| 34      | 10         | «Не так» «Not Like This»                                         | Алекс Чаппл       | Майкл Брандт и Дерек Хаас                                                 | 10 декабря 2013  | 9.32                |
| 35      | 11         | «Удар в лицо» «Shoved In My Face»                                | Жан Де Сегонзак   | Хилли Хикс мл.                                                            | 7 января 2014    | 6.87                |
| 36      | 12         | «Шумиха» «Out With a Bang»                                       | Алик Сахаров      | Андреа Ньюман                                                             | 14 января 2014   | 6.76                |
| 37      | 13         | «Сегодня или никогда» «Tonight's the Night»                      | Янн Тёрнер        | Дерек Хаас и Тим Тэлботт                                                  | 21 января 2014   | 7.13                |
| 38      | 14         | «Девственная кожа» «Virgin Skin»                                 | Карен Гавиола     | Майкл Брандт и Райан Харрис                                               | 25 февраля 2014  | 7.06                |
| 39      | 15         | «Помалкивай» «Keep Your Mouth Shut»                              | Холли Дейл        | Майкл Гилвари                                                             | 4 марта 2014     | 7.07                |
| 40      | 16         | «Старт ракеты» «A Rocket Blasting Off»                           | Сэнфорд Букставер | Мэтт Олмстед и Хилли Хикс мл.                                             | 11 марта 2014    | 7.21                |
| 41      | 17         | «Пахнет жареным» «When Things Got Rough»                         | Янн Тёрнер        | Андреа Ньюман                                                             | 18 марта 2014    | 6.96                |
| 42      | 18         | «Пока не оторвешься от земли» «Until Your Feet Leave the Ground» | Майкл Словис      | Мэтт Олмстед и Мик Бетанкорт                                              | 8 апреля 2014    | 6.96                |
| 43      | 19         | «Тяжелый вес» «A Heavy Weight»                                   | Реза Табризи      | Майкл Гилвари                                                             | 15 апреля 2014   | 6.90                |
| 44      | 20         | «Хмурый день» «A Dark Day»                                       | Джо Чаппелль      | История: Дик Вульф и Мэтт Олмстед Телесценарий: Майкл Брандт и Дерек Хаас | 29 апреля 2014   | 7.06                |
| 45      | 21         | «Еще одна попытка» «One More Shot»                               | Жан Де Сегонзак   | Андреа Ньюман                                                             | 6 мая 2014       | 6.92                |
| 46      | 22         | «Реальность никогда не ждет» «Real Never Waits»                  | Майкл Брандт      | Мэтт Олмстед и Дерек Хаас                                                 | 13 мая 2014      | 7.12                |

### Сезон 3 (2014—2015)
| № общий | № в сезоне | Название                               | Режиссёр          | Автор сценария                                                                      | Дата премьеры    | Зрители в США (млн) |
| --- | ---------- | -------------------------------------- | ----------------- | ----------------------------------------------------------------------------------- | ---------------- | ------------------- |
| 47 | 1          | «Всегда» «Always»                      | Джо Чаппелль      | Майкл Брандт и Дерек Хаас                                                           | 23 сентября 2014 | 9.14                |
| Боден заставляет членов пожарной части 51 взять себя в руки после ужасного пожара. Пока Северайд пропадает на одну неделю дольше, чем нужно, Кейси пытается отследить его местонахождение. Тем временем Ньюхаус приносит неожиданные новости об одном из родственников Миллса, а Херрманн и Отис ставят новые цели относительно Молли. |            |                                        |                   |                                                                                     |                  |                     |
| 48 | 2          | «Wow Me»                               | Том Дичилло       | Андреа Ньюман                                                                       | 30 сентября 2014 | 8.71                |
| Лейтенант Северайд возвращается в пожарную часть 51, но он явно не тот, кем был раньше. Доусон считает недели до того, как она начнет работать кандидатом в пожарной части Остина. Тем временем Миллс узнает больше о семье своего отца, а Херрманн просит потенциальных инвесторов Молли придумать новые идеи, чтобы перевернуть бизнес. |            |                                        |                   |                                                                                     |                  |                     |
| 49 | 3          | «Just Drive the Truck»                 | Сэнфорд Букставер | Майкл Гилвари                                                                       | 7 октября 2014   | 8.39                |
| Напряжение достигает пика, когда сталкиваются грузовики двух пожарных частей, а Круза обвиняют в вождении. |            |                                        |                   |                                                                                     |                  |                     |
| 50 | 4          | «Apologies Are Dangerous»              | Стив Шилл         | Майкл Брандт и Райан Харрис                                                         | 14 октября 2014  | 7.11                |
| Доусон пытается найти баланс с Кейси в ее первый день в качестве кандидата. Тем временем Миллс размышляет о неопределенном будущем; Северайд сталкивается со своими демонами; а городской инспектор посещает Молли. |            |                                        |                   |                                                                                     |                  |                     |
| 51 | 5          | «The Nuclear Option»                   | Джо Чаппелль      | Тим Тэлботт                                                                         | 21 октября 2014  | 7.45                |
| Кейси узнает, что его сестра и племянница переживают тяжелые времена, потому что ее муж разорен. Кейси идет к нему, и он говорит ему, что они разводятся. Кейси думает, что он что-то скрывает. Круз расстроен тем, что не может водить грузовик. Поэтому Боден пытается отстаивать свою позицию, и когда у него ничего не получается, он готов подняться выше и его предупреждают, что если он это сделает, будут последствия. Бретт пытается решить, остаться ли ему в Чикаго или переехать в Индиану. А Северайд все еще пьет. |            |                                        |                   |                                                                                     |                  |                     |
| 52 | 6          | «Madmen and Fools»                     | Род Холкомб       | Тиллер Расселл                                                                      | 28 октября 2014  | 7.23                |
| Кейси сталкивается со своим коррумпированным шурином, а Бретт делает все возможное, чтобы помочь нуждающейся матери. Тем временем Миллс получает образование в области нелицензированного частного сыска, а Доусон начинает обучение у Херрманна. |            |                                        |                   |                                                                                     |                  |                     |
| 53 | 7          | «Nobody Touches Anything»              | Алекс Чаппл       | История: Дик Вульф и Джилл Вайнбергер Телесценарий: Мэтт Олмстед и Джилл Вайнбергер | 11 ноября 2014   | 9.06                |
| 54 | 8          | «Chopper»                              | Янн Тёрнер        | Дерек Хаас и Майкл А. О’Ши                                                          | 18 ноября 2014   | 7.75                |
| 55 | 9          | «Arrest in Transit»                    | Жан Де Сегонзак   | Андреа Ньюман                                                                       | 25 ноября 2014   | 6.02                |
| 56 | 10         | «Santa Bites»                          | Холли Дейл        | Майкл Брандт и Дерек Хаас                                                           | 2 декабря 2014   | 7.36                |
| 57 | 11         | «Let Him Die»                          | Стив Шилл         | Майкл Гилвари                                                                       | 6 января 2015    | 6.77                |
| 58 | 12         | «Ambush Predator»                      | Джо Чаппелль      | История: Стив Чикеротис и Тиллер Расселл Телесценарий: Тиллер Расселл               | 13 января 2015   | 6.66                |
| 59 | 13         | «Three Bells»                          | Артур В. Форни    | Джилл Вайнбергер                                                                    | 3 февраля 2015   | 6.52                |
| 60 | 14         | «Call It Paradise»                     | Реза Табризи      | Мэтт Олмстед и Майкл А. О’Ши                                                        | 10 февраля 2015  | 6.29                |
| 61 | 15         | «Headlong Toward Disaster»             | Джо Чаппелль      | Майкл Гилвари                                                                       | 17 февраля 2015  | 6.26                |
| 62 | 16         | «Red Rag the Bull»                     | Сэнфорд Букставер | Тиллер Расселл                                                                      | 3 марта 2015     | 9.07                |
| 63 | 17         | «Forgive You Anything»                 | Реза Табризи      | История: Дик Вульф и Мэтт Олмстед Телесценарий: Андреа Ньюман                       | 10 марта 2015    | 8.57                |
| 64 | 18         | «Forgiving, Relentless, Unconditional» | Карин Кусама      | Майкл А. О’Ши и Джилл Вайнбергер                                                    | 17 марта 2015    | 6.96                |
| 65 | 19         | «I Am the Apocalypse»                  | Джо Чаппелль      | История: Дик Вульф и Мэтт Олмстед Телесценарий: Майкл Брандт и Дерек Хаас           | 7 апреля 2015    | 8.43                |
| 66 | 20         | «You Know Where to Find Me»            | Жан Де Сегонзак   | Майкл Гилвари                                                                       | 21 апреля 2015   | 6.72                |
| 67 | 21         | «We Called Her Jellybean»              | Джо Чаппелль      | История: Мэтт Олмстед и Тиллер Расселл Телесценарий: Тиллер Расселл                 | 28 апреля 2015   | 6.85                |
| 68 | 22         | «Category 5»                           | Дэн Лернер        | Андреа Ньюман                                                                       | 5 мая 2015       | 6.76                |
| 69 | 23         | «Spartacus»                            | Майкл Брандт      | Майкл Брандт и Дерек Хаас                                                           | 12 мая 2015      | 6.66                |

### Сезон 4 (2015—2016)
| № общий | № в сезоне | Название                     | Режиссёр          | Автор сценария                                                                | Дата премьеры   | Зрители в США (млн) |
| --- | ---------- | ---------------------------- | ----------------- | ----------------------------------------------------------------------------- | --------------- | ------------------- |
| 70 | 1          | «Let It Burn»                | Джо Чаппелль      | Андреа Ньюман и Майкл Гилвари                                                 | 13 октября 2015 | 7.37                |
| Кейси оказывается на опасной территории, оказавшись в центре секретной операции по пресечению деятельности банды торговцев людьми, работавшей в стрип-клубе Несбитта. |            |                              |                   |                                                                               |                 |                     |
| 71 | 2          | «A Taste of Panama City»     | Сэнфорд Букставер | Тиллер Расселл                                                                | 20 октября 2015 | 7.64                |
| Отдел внутренних расследований проводит расследование в отношении пожарной части № 51 после сложного вызова о пожаре.                                                 |            |                              |                   |                                                                               |                 |                     |
| 72 | 3          | «I Walk Away»                | Том Дичилло       | Сара Куксерка и Вероника Уэст                                                 | 27 октября 2015 | 7.80                |
| Работа Бодена находится под угрозой, поскольку команда пожарной части № 51 продолжает искать доказательства, которые могли бы снять с него всякую вину.               |            |                              |                   |                                                                               |                 |                     |
| 73 | 4          | «Your Day Is Coming»         | Реза Табризи      | Джилл Вайнбергер                                                              | 3 ноября 2015   | 8.11                |
| 74 | 5          | «Regarding This Wedding»     | Джо Чаппелль      | Майкл Э. О’Ши                                                                 | 10 ноября 2015  | 8.15                |
| 75 | 6          | «2112»                       | Холли Дейл        | Иан Маккалох                                                                  | 17 ноября 2015  | 7.95                |
| 76 | 7          | «Sharp Elbows»               | Дэн Лернер        | Тиллер Расселл, Лиз Альпер и Элли Сейберт                                     | 24 ноября 2015  | 7.34                |
| 77 | 8          | «When Tortoises Fly»         | Хэйз Бергерон     | Майкл Гилвари                                                                 | 1 декабря 2015  | 8.62                |
| 78 | 9          | «Short and Fat»              | Джо Чаппелль      | Майкл Брандт и Дерек Хаас                                                     | 8 декабря 2015  | 9.13                |
| 79 | 10         | «The Beating Heart»          | Реза Табризи      | Андреа Ньюман                                                                 | 5 января 2016   | 7.43                |
| 80 | 11         | «The Path of Destruction»    | Друсилла Карлсон  | Сара Куксерка и Вероника Уэст                                                 | 19 января 2016  | 8.16                |
| 81 | 12         | «Not Everyone Makes It»      | Реза Табризи      | Тиллер Расселл                                                                | 26 января 2016  | 8.46                |
| 82 | 13         | «The Sky Is Falling»         | Джо Чаппелль      | Майкл Брандт и Майкл Э. О’Ши                                                  | 2 февраля 2016  | 8.18                |
| 83 | 14         | «All Hard Parts»             | Сэнфорд Букставер | Джилл Вайнбергер                                                              | 9 февраля 2016  | 8.13                |
| 84 | 15         | «Bad For the Soul»           | Джанн Тёрнер      | Андреа Ньюман и Майкл Гилвари                                                 | 16 февраля 2016 | 7.53                |
| 85 | 16         | «Two Ts»                     | Реза Табризи      | Дерек Хаас и Иан Маккалох                                                     | 23 февраля 2016 | 7.80                |
| 86 | 17         | «What Happened to Courtney»  | Джеффри Хант      | История: Мэтт Олмстед Телесценарий: Лиз Альпер и Элли Сейберт                 | 29 марта 2016   | 8.66                |
| 87 | 18         | «On the Warpath»             | Джо Чаппелль      | Сара Куксерка и Вероника Уэст                                                 | 5 апреля 2016   | 7.68                |
| 88 | 19         | «I Will Be Walking»          | Сэнфорд Букставер | Тиллер Расселл                                                                | 19 апреля 2016  | 8.17                |
| 89 | 20         | «The Last One for Mom»       | Фред Бернер       | История: Мэтт Олмстед Телесценарий: Гвен Сиган                                | 26 апреля 2016  | 8.22                |
| 90 | 21         | «Kind of a Crazy Idea»       | Джо Чаппелль      | Андреа Ньюман и Майкл Гилвари                                                 | 3 мая 2016      | 7.79                |
| 91 | 22         | «Where the Collapse Started» | Сэнфорд Букставер | Сара Куксерка и Вероника Уэст                                                 | 10 мая 2016     | 7.98                |
| 92 | 23         | «Superhero»                  | Майкл Брандт      | История: Иан Маккалох и Майкл Э. О’Ши Телесценарий: Майкл Брандт и Дерек Хаас | 17 мая 2016     | 7.91                |

### Сезон 5 (2016—2017)
| № общий | № в сезоне | Название                     | Режиссёр                 | Автор сценария                           | Дата премьеры   | Зрители в США (млн) |
| --- | ---------- | ---------------------------- | ------------------------ | ---------------------------------------- | --------------- | ------------------- |
| 93 | 1          | «The Hose or the Animal»     | Джо Чаппелль             | Майкл Брандт и Дерек Хаас                | 11 октября 2016 | 7.52                |
| Северайд и Стелла ищут ее неуравновешенного бывшего. |            |                              |                          |                                          |                 |                     |
| 94 | 2          | «A Real Wake-Up Call»        | Реза Табризи             | Андреа Ньюман и Майкл Гилвари            | 18 октября 2016 | 7.40                |
| Члены 51-го отряда попадают в опасную ситуацию, выезжая на место автокатастрофы, и Стелле приходится принять серьезное решение в отношении своего бывшего. |            |                              |                          |                                          |                 |                     |
| 95 | 3          | «Scorched Earth»             | Джо Чаппелль             | Сара Куксерка и Вероника Уэст            | 25 октября 2016 | 6.93                |
| Кейси получает помощь от Сьюзен Уэллер в срочном личном деле; Северайду предоставляется возможность путешествовать с Трэвисом Бреннером; Стелла спасает беспризорника от пожара в туннеле. |            |                              |                          |                                          |                 |                     |
| 96 | 4          | «Nobody Else is Dying Today» | Сэнфорд Букставер        | Джилл Вайнбергер                         | 1 ноября 2016   | 6.65                |
| Кейси вынужден пойти на крайние меры, когда погрузчик случайно пробивает цистерну с кислотой, в результате чего она разливается и подвергает опасности отца и дочь. |            |                              |                          |                                          |                 |                     |
| 97 | 5          | «I Held Her Hand»            | Реза Табризи             | Роджер Грант                             | 15 ноября 2016  | 6.99                |
| Кейси и Северайд расходятся во мнениях по поводу возможного поджога, когда отряд не может спасти женщину из горящего дома. |            |                              |                          |                                          |                 |                     |
| 98 | 6          | «That Day»                   | Дэн Лернер               | Майкл Э. О’Ши                            | 22 ноября 2016  | 6.48                |
| Доусон сбивает пешехода, приехав на вызов. Кейси и Северайд продолжают расследование дела о поджоге, пока шеф Боден находится в Нью-Йорке на важном мероприятии. |            |                              |                          |                                          |                 |                     |
| 99 | 7          | «Lift Each Other»            | Алекс Чаппл              | Лиз Альпер и Элли Сейберт                | 29 ноября 2016  | 7.94                |
| Родители Габриэлы и Антонио приезжают в Чикаго на их годовщину, в то время как шеф Боден узнает тайну о своем пасынке. |            |                              |                          |                                          |                 |                     |
| 100 | 8          | «One Hundred»                | Джо Чаппелль             | Майкл Брандт и Дерек Хаас                | 6 декабря 2016  | 7.77                |
| Кейси и Доусон подают заявление на постоянное усыновление Луи. Джефф Кларк делает Севериду интересное предложение. Отис убеждает Херрманна устроить вечеринку в честь 100-летия Молли, но есть осложнения. |            |                              |                          |                                          |                 |                     |
| 101 | 9          | «Some Make It, Some Don't»   | Друсилла Карлсон         | Андреа Ньюман                            | 3 января 2017   | 7.62                |
| Доусон и Кейси встречают биологического отца Луи. В других событиях Северайд возвращается к старым привычкам, пытаясь помочь Анне с процедурой пересадки костного мозга, а Бретт открывается Доусон. |            |                              |                          |                                          |                 |                     |
| 102 | 10         | «The People We Meet»         | Дэвид Родригес           | Сара Куксерка и Вероника Уэст            | 17 января 2017  | 7.15                |
| Отец Луи вносит разлад в планы семьи Кейси и Доусон. Северайд соглашается на донорство костного мозга, но несчастный случай на работе меняет все. Кейси и Доусон пытаются найти гармонию дома. Тем временем Отис и Мауч решают снять социальную рекламу, призывающую людей вступать в пожарную часть Чикаго, но в процессе упираются в творческую стену. |            |                              |                          |                                          |                 |                     |
| 103 | 11         | «Who Lives and Who Dies»     | Хэйз Дж. Ф. Бергерон III | Майкл Гилвари                            | 24 января 2017  | 7.38                |
| Доусон пытается сдержать свои эмоции во время эвакуации беременной девушки-подростка, в то время как Кейси вынужден принять мгновенное решение в отношении двух жертв, нуждающихся в помощи, и справиться с последствиями. |            |                              |                          |                                          |                 |                     |
| 104 | 12         | «An Agent of the Machine»    | Джанн Тёрнер             | Джилл Вайнбергер                         | 7 февраля 2017  | 6.87                |
| 105 | 13         | «Trading in Scuttlebutt»     | Реза Табризи             | Роджер Грант                             | 14 февраля 2017 | 6.77                |
| 106 | 14         | «Purgatory»                  | Джо Чаппелль             | Майкл Брандт и Дерек Хаас                | 21 февраля 2017 | 7.16                |
| 107 | 15         | «Deathtrap»                  | Джо Чаппелль             | Андреа Ньюман                            | 1 марта 2017    | 9.01                |
| 108 | 16         | «Telling Her Goodbye»        | Реза Табризи             | Майкл Э. О’Ши                            | 21 марта 2017   | 7.21                |
| 109 | 17         | «Babies and Fools»           | Холли Дейл               | Майкл Гилвари, Лиз Альпер и Элли Сейберт | 28 марта 2017   | 6.68                |
| 110 | 18         | «Take a Knee»                | Джо Чаппелль             | Майкл Брандт и Дерек Хаас                | 4 апреля 2017   | 6.29                |
| 111 | 19         | «Carry Their Legacy»         | Реза Табризи             | Майкл Э. О’Ши                            | 25 апреля 2017  | 6.91                |
| 112 | 20         | «Carry Me»                   | Эрик Ланёвилль           | Джилл Вайнбергер                         | 2 мая 2017      | 6.08                |
| 113 | 21         | «Sixty Days»                 | Сэнфорд Букставер        | Майкл Гилвари                            | 9 мая 2017      | 5.92                |
| 114 | 22         | «My Miracle»                 | Майкл Брандт             | Майкл Брандт и Дерек Хаас                | 16 мая 2017     | 6.30                |
| Опасный пожар на складе подвергает риску грузовик и отряд. Напряжение растет для Доусон и Кейси, поскольку отец Доусон злоупотребляет гостеприимством в их доме. Мауч подумывает об уходе на пенсию. |            |                              |                          |                                          |                 |                     |

### Сезон 6 (2017—2018)
| № общий | № в сезоне | Название                                                    | Режиссёр          | Автор сценария                                     | Дата премьеры    | Зрители в США (млн) |
| --- | ---------- | ----------------------------------------------------------- | ----------------- | -------------------------------------------------- | ---------------- | ------------------- |
| 115 | 1          | «It Wasn't Enough» «Этого недостаточно»                     | Реза Табризи      | Дерек Хаас                                         | 28 сентября 2017 | 7.19                |
| Кейси, Маучу и Германну удаётся спастись в пожаре (см. последнюю серию 5 сезона), переждав в укрытии. Мэттью Кейси получает медаль "За отвагу". Отец Доусон съезжает с квартиры дочери. Мауч восстанавливается после травмы и возвращается на работу. Круз считает себя виноватым и пытается всячески угодить Маучу. Шеф Боден сообщает Кейси о возможном повышении до звания капитана. К Брэтт приезжает подруга детства Хоуп. В часть приносят ребёнка с асфиксией, которого успешно спасают. Вся часть выезжает на крупный пожар в школе, в которой работает Донна, жена шефа Бодена. Мауч записывает весь расчёт на соревнования пожарных. Северайд пускает Кидд пожить у себя. Донна говорит Бодену, что пожар был умышленным. |            |                                                             |                   |                                                    |                  |                     |
| 116 | 2          | «Ignite on Contact» «Возгорается при контакте»              | Джон Хайамс       | Андреа Ньюман                                      | 5 октября 2017   | 6.13                |
| Пожарные выезжают на вызов в качестве дополнительной помощи, но вынуждены спасать попавшего в ловушку лейтенанта другой части. Из-за небольшого конфликта 51 и 87 части собираются соревноваться между собой на сборе пожарных. Кейси и Северайд осматривают пожарище в школе и не находят явных признаков поджога, но Боден и Донна не согласны и просят продолжить расследование. Во время опроса учеников, один из них, Матео, заметно нервничает и уходит. Хоуп продолжает заигрывать с Северайдом. Парамедики находят избитого ученика из школы, где был пожар, но он отказывается говорить, кто и почему его избил. Догадавшийся о причинах Северайд находит Матео в школе и заставляет признаться в поджоге. Команда 51 побеждает на соревновании пожарных. |            |                                                             |                   |                                                    |                  |                     |
| 117 | 3          | «An Even Bigger Surprise» «Ещё больший сюрприз»             | Сэнфорд Букставер | Джилл Вайнбергер                                   | 12 октября 2017  | 6.16                |
| Кидд обнаруживает, что Северайд и Хоуп встречаются. Шеф Боден отсутствует, и его временно заменяет шеф Маллинс, славящийся строгим нравом. Доусон и Брэтт спасают девочку и мужчину, пострадавших в ДТП, но получают выговор от Маллинса за то, что отвезли двух пациентов в одной машине. Кейси пытается заступиться, но тоже попадает под горячую руку. Мауч, Германн и Отис хотят тайком привести Леона, брата Джо Круза, к нему на день рождения, но их сюрприз на грани раскрытия. Расчёт выезжает на вызов, где парень грозится спрыгнуть с края крыши. Благодаря хитрости Кейси, его удаётся успешно спасти. Неожиданно для всех, Хоуп устраивается на работу в бухгалтерию части. Леон неожиданно приходит в часть, и остальные вынуждены его прятать от Джо. Маллинс требует личное дело и отчёты Мэтта Кейси, и тот готовится к худшему, но к его удивлению, Маллинс и Боден объявляют о повышении Кейси до звания капитана. Джо и Леон, сговорившись, устраивают ответный розыгрыш. Конни говорит Сильвии, что Хоуп - мошенница. |            |                                                             |                   |                                                    |                  |                     |
| 118 | 4          | «A Breaking Point» «Переломный момент»                      | Мэтт Эрл Бисли    | Майкл Э. О’Ши                                      | 19 октября 2017  | 6.35                |
| Бретт требует объяснений у Хоуп, но та оправдывается. Кидд выходит на смену в качестве парамедика. Доусон, которую подменила Кидд, во время прогулки по делам, становится очевидцем грубого нарушения техники безопасности на стройке и отправляется предупредить строителей, но внезапно оказывается в ловушке, попав под обрушение на подземной парковке. Вместе с ней взаперти оказываются смертельно раненный прораб, который игнорировал советы Доусон, военный сержант Такер, клерк, раненый иностранец и ещё несколько человек. Доусон пытается примирить напуганных, конфликтующих людей, между тем ситуация ухудшается - здание постепенно рушится. Кейси готовится официально принять звание капитана, и сталкивается с ироничным отношением коллег. Сын Германна дарит пожарной части морскую свинку. Доусон замечает на парковке утечку угарного газа, и Такер вызывается устранить её с риском для самого себя. Хоуп умышленно игнорирует служебную просьбу Кидд. Кейси догадывается, где Габриэлла, и вся смена отправляется на помощь. Благодаря оперативной помощи, всех удаётся спасти. За время отъезда морская свинка сбегает из клетки. Кейси становится капитаном. |            |                                                             |                   |                                                    |                  |                     |
| 119 | 5          | «Devil's Bargain» «Сделка с дьяволом»                       | Джоно Оливер      | Майкл Гилвари                                      | 26 октября 2017  | 6.55                |
| Хоуп раздаёт зарплату сотрудникам, но конверт Кидд где-то, якобы случайно, теряется. Отис получает загадочную посылку из Китая. На вызове человек застрял в колючей проволоке, Кейси и Северайд спорят из-за способа извлечь парня, но Кейси настаивает на своём, ссылаясь на своё новое звание. Отис презентует коллегам радиоуправляемого пожарного робота, но его поднимают на смех. Кидд подозревает Хоуп в подставе, но Брэтт вступается на подругу. Брэтт и Доусон спасают беременную женщину, и на вызове Брэтт знакомится с молодым врачом, Питом. Они идут на свидание, вроде бы успешное, но на следующий день выясняется, что Пит женат. Кейси пытается помириться с Северайдом, но ничего не выходит, в итоге он срывается дома на отца Доусон, зашедшего в гости, и в части на подчинённых. Хоуп возвращает Кидд зарплату, а оставшись одна, уничтожает ранее "потерянный" конверт. |            |                                                             |                   |                                                    |                  |                     |
| 120 | 6          | «Down is Better» «Внизу лучше»                              | Реза Табризи      | Дерек Хаас                                         | 2 ноября 2017    | 5.88                |
| Расчёт выезжает на пожар в ресторане, где Кидд, рискуя собой, спасает младенца. По возвращении в часть она неожиданно узнаёт, что её переводят в PR-отдел. Шеф Боден обещает решить этот вопрос, а расстроенная Кидд напивается в "Молли". Недалеко от своего дома Отис замечает бар, который устраивает распродажу по случаю закрытия, и знакомится с владелицей бара, Лили. Боден и Кейси отправляются к шефу Хаффхайнсу из PR-отдела, узнать о причинах перевода Кидд, но он оказывается не в курсе ситуации. Отис предлагает Германну открыть филиал "Молли" в баре Лили, и тот соглашается. Кидд в новой должности вынужденно участвует в пресс-конференции. Хоуп всячески пытается угодить пожарным и шефу Бодену. Кейси продолжает разбираться с подозрительным переводом Кидд, и едет с Германном в кадровый отдел. Выясняется, что приказ о переводе подписал шеф Маллинс, и капитан отправляется прямо к нему. В итоге шеф Боден вызывает Хоуп, и выясняется, что это она подделала подпись Маллинса в приказе о переводе Кидд, и её немедленно увольняют. Стелла возвращается в часть 51. Габриэлла и Сильвия, выехав на вызов, обнаруживают серьёзно раненного отца Доусон. |            |                                                             |                   |                                                    |                  |                     |
| 121 | 7          | «A Man's Legacy» «Наследие мужчины»                         | Джо Чаппелль      | Альваро Родригес                                   | 4 января 2018    | 5.96                |
| Доусон и Брэтт отвозят Рамона Доусона в больницу. Отис, Германн и Лили обсуждают перспективы бара "Молли - Север". Пожарные на вызове спасают старого чикагского блюзмена Стоука Портера, к которому питает уважение шеф Боден. Стелла избегает Северайта из-за поцелуя. Боден приглашает в гости Кейси и Мауча, где рассказывает о воспоминаниях молодости, связанных со Стоуком. Антонио и Сильвия снова встречаются. Рамона выставляют героем в сюжетах по телевидению. Боден, Мауч и Кейси едут в больницу, навестить Стоука, но выясняется, что он скончался. Пожарные выезжают на вызов в частную клинику, где Доусон видит, как девочка-подросток вбегает в горящее здание. Её удаётся спасти с лёгками травмами, и Доусон находит у неё в сумке краденые таблетки. Отис начинает встречаться с Лили в день открытия бара "Молли - Север". |            |                                                             |                   |                                                    |                  |                     |
| 122 | 8          | «The Whole Point of Being Roommates» «Вся суть в соседстве» | Стивен Крагг      | Джамила Дэниел                                     | 11 января 2018   | 5.30                |
| Доусон приходит в больницу навестить Брию, школьницу с вызова из прошлой серии. Пожарные на вызове спасают полицейского, проткнувшего шею штакетником. В Чикаго приезжает младший брат Донны и предлагает шефу Бодену сомнительные инвестиции в пожарное оборудование. Габриэлла отвозит Брию домой и обнаруживает, что её отец - наркоман. Брэтт сбегает от Отиса и Джо на свидание с Антонио. Поздно вечером Брия звонит Доусон и просит о помощи, её отца в тяжёлом состоянии приходится отвезти в реанимацию. Брия боится, что её отдел опеки разлучит её с отцом и сбегает из больницы. Брэтт боится серьёзных отношений и уходит от Антонио. Сделка с братом Донны проходит успешно. Доусон и Северайд едут искать Брию в лагере бездомных. |            |                                                             |                   |                                                    |                  |                     |
| 123 | 9          | «Foul is Fair» «Справедливый фол»                           | Санфорд Букставер | Дерек Хаас                                         | 18 января 2018   | 5.68                |
| Доусон продолжает искать Брию. Она едет навестить её тётю, но выясняет, что та не в себе. В пожарной части появился отвратительный запах, и все пытаются найти его источник. Капитан Кейси и команда вытаскивают женщину, застрявшую ногой в двери-вертушке. К Северайду подходит парень и подсказывает, где можно найти Брию. Келли едет в указанный район, но толпа подростков убегает, завидев его. Боден предлагает Кейси отдельный большой кабинет. Кидд снова подменяет Доусон на скорой, пока та ищет Брию. На вызове Стелла с Сильвией спасают женщину из подвала, заполненного угарным газом. Северайд приходит к отцу Брии в наркоклинику. Бретт приглашает лейтенанта отряда химзащиты, Зака, найти в их части источник запаха, в итоге тот находит внутри стены труп сбежавшей морской свинки, подаренной сыном Германна. Кидд и Сильвия пытаются наперебой заинтересовать Зака, но в итоге Сильвия добровольно уступает, и сама даёт ему номер Стеллы. Кейси заставляет всех прибрать беспорядок, а сам понимает, что не хочет переезжать в новый дальний кабинет, и ему больше нравится находиться рядом со своими. Доусон звонят и просят опознать труп девушки. |            |                                                             |                   |                                                    |                  |                     |
| 124 | 10         | «Slamigan» «Хуливалда»                                      | Билл Джонсон      | Андреа Ньюман                                      | 25 января 2018   | 6.06                |
| Доусон приезжает на опознание тела, но это, к счастью, оказалась не Бриа. Габи обращается к Антонио, чтобы помочь найти Брию. Джо Круз пытается совместить пожарный "хулиган" и кувалду, и даёт инструменту название "хуливалда", Брэтт решает помочь Джо со сварочными работами, в которых имеет навык. Парамедики вытаскивают руку богачки, застрявшую в измельчителе мусора, но вместо благодарности получают недовольство. В часть приходит шеф Гриссом, бывший наставник Северайда, и хочет предложить ему повышение. Бриа сама приходит в пожарную часть и просит помощи. Габриэлла хочет оформить опекунство над Бриа, пока отец на лечении, Мэтт не возражает, и Бриа переезжает к ним. Келли и Гриссом встречаются в "Молли", и второй, напившись, говорит, что Келли его разочаровал. Спустя несколько неудачных попыток, Круз и Брэтт делают успешный вариант "хуливалды". Пожарные выезжают на пожар на складе химических и взрывчатых веществ. Пожар удаётся вовремя остановить, а довольный Круз впервые использует "хуливалду" на настоящем вызове. Отис беспокоится, что Круз снова заинтересовался Сильвией. Гриссом на благотворительном аукционе небрежно извиняется перед Северайдом и хочет познакомить его с вышестоящими комиссарами, но Келли отказывается, отвечая, что ему нравится нынешняя должность. Кейси и Доусон тайком привозят Брию на свидание с отцом.              |            |                                                             |                   |                                                    |                  |                     |
| 125 | 11         | «Law of the Jungle» «Закон джунглей»                        | Реза Табризи      | Майкл Э. О’Ши                                      | 1 февраля 2018   | 5.67                |
| Пожарная часть выезжает на ДТП с тюремным фургоном. Перевозимый преступник оказывается на свободе, но Северайду удаётся его поймать, конвоира в тяжёлом состоянии увозят в больницу. Зак приезжает в часть и снова приглашает Стеллу на свидание. Гриссом допрашивает Северайда и Кейса в деталях произошедшего во время ДТП, т.к. конвоир не выжил. Брэтт приглашает Круза сходить вместе в спа; Отис говорит Крузу, что это плохая идея. К части приезжает полицейский, друг умершего конвоира, и обвиняет пожарных в его смерти. Мэтт и Габриэлла идут на похороны конвоира. В спа вместо Круза внезапно приходит Мауч. Стелла идёт на свидание с Заком. Гриссом снова пытается предложить Северайду повышение, но тот отказывается разговаривать и уходит. Кидд говорит Северайду, что хочет съехать. Команда выезжает на пожар на химическом заводе с утечкой хлора и ацетилена. Спасатели пытаются перекрыть вентили газопровода, но ничего не выходит, Зак получает травму, но его вытаскивают. Ситуация ухудшается риском скорого взрыва. Кейси и Северайд идут на крышу здания, вместе держа вентиль, чтобы дать возможность всем эвакуироваться. После этого они отпускают вентиль и с разбега прыгают с крыши в реку в момент взрыва. |            |                                                             |                   |                                                    |                  |                     |
| 126 | 12         | «The F is For» «"Д" значит "для"»                           | Джеймс Ханлон     | Джилл Вайнбергер                                   | 1 марта 2018     | 5.67                |
| После взрыва Кейси и Северайда находят в реке, Кидд вытаскивает Келли без сознания. На вызове объявляется назойливый репортёр-фотограф. Днём позже шеф Хаффхайнс приводит этого же фотографа, Нэда Айзекса, в часть 51, чтобы тот сделал фоторепортаж в стиле "Один день из жизни пожарных". В часть приходит бездомный и просит помощи у парамедиков. Хоуп пытается связаться с Бретт. С вызова приезжает Доусон и отправляется в душ. Кейси замечает, как Нэд собирается её заснять, и выгоняет из его части. Бездомный снова приходит за помощью к парамедикам, и те отправляются разобраться с обидчиком. Пожарные выезжают на ДТП, где снова объявляется Нэд. Тот пытается спровоцировать Кейси, но попадает под машину. Кейси спасает его. Стелла идёт на свидание с Заком, но, забывшись, начинает болтать про Северайда. |            |                                                             |                   |                                                    |                  |                     |
| 127 | 13         | «Hiding Not Seeking» «Скрывать - не искать»                 | Лесли Либман      | Дерек Хаас, Андреа Ньюман и Майкл Гилвари          | 8 марта 2018     | 6.24                |
| Продолжение кроссовера из "Полиции Чикаго". Детектив Войт и Антонио приходят к шефу Бодену и просят Доусон и Брэтт под прикрытием пойти к подозреваемому и отвлечь его, пока копы возятся с его компьютером. Джо Круз против, но Сильвия не слушает его. Они приезжают в дом к Лэйеру, тот неохотно, но впускает их в дом, и парамедики под видом медосмотра тянут время. Всё проходит гладко, полиция успевает скачать нужные данные. Спасатели выезжают на ещё один взрыв - прямо посреди квартала автомобиль со сгоревшей женщиной внутри. Жертвой оказывается тёща самого подрывника Шепарда. Джо возмущается, что Сильвия ему не перезвонила, и та прячется от него в кабинете Кейси. Боден и Северайд едут в отдел расследования пожаров и предлагают помощь. Они вычисляют подозрительный дом и передают информацию полиции. Те берут дом штурмом и в гараже находят заготовленные бомбы и взрывчатку. Стелла дружески обнимает Келли, и в этот момент приходит Зак. Он говорит, что хочет отпустить Стеллу, и они расстаются. Полицейские находят доказательства на Лэйера и арестовывают его. Полиция считает, что следующий взрыв произойдёт в здании "Чикаго Телеграф", и все расчёты направляются туда. Однако, там выясняется, что настоящее место теракта - станция метро. Станцию срочно эвакуируют, а Кэйси и Северайд оперативно нейтрализуют террориста Шепарда и отбирают детонатор. |            |                                                             |                   |                                                    |                  |                     |
| 128 | 14         | «Looking for a Lifeline» «В поисках спасательного круга»    | Джо Чаппелль      | Дерек Хаас                                         | 22 марта 2018    | 6.88                |
| Пожарные выезжают на место ДТП, где супружеская пара перевернулась на машине. Кейси пытается узнать, что произошло, но женщина отказывается говорить, явно опасаясь своего мужа. Габриэлла видит следы избиения, а муж наотрез отказывается от госпитализации жены. Кейси отвлекает мужа, и парамедики успевают увезти женщину в больницу. Шурин шефа Бодена предлагает Джо Крузу попробовать продавать "хуливалду" в других штатах. Муж насильно уводит жену из больницы. Брэтт подозревает, что беременна. К Северайду приезжает шеф Гриссом, извиняется за свой пыл, но предлагает поужинать с пожарными комиссарами. Кейси едет к пострадавшей женщине, Холли, и предлагает помощь, но та отказывается. Кейси советуется с Антонио, как можно ей помочь. В часть приезжает озлобленный муж и "наезжает" на Кейси из-за визита полиции, но шеф Боден прогоняет его. Позже вечером пожарные получают вызов на адрес этой семьи. Выясняется, что Холли избила мужа бейсбольной битой и подожгла дом. Кейси обещает помочь, и говорит, что муж "ударился на пожаре". Джо расстраивается, узнав, что купили всего две "хуливалды". Холли принимают в женский приют, а её муж идёт с повинной. Келли и Стелла едут на открытие детского отделения им. Анны Тёрнер (умершей девушки Северайда). Сильвия делает тест на беременность.                                                                       |            |                                                             |                   |                                                    |                  |                     |
| 129 | 15         | «The Chance to Forgive» «Шанс на прощение»                  | Реза Табризи      | Майкл Э. О’Ши и Джамила Дэниел                     | 22 марта 2018    | 6.88                |
| Тест показывает, что Брэтт не беременна. Отис просит называть его Брайаном, но остальные смеются над этим. Часть выезжает на пожар в доме, и пожарные входят на обыск, но внезапно попадают под обстрел. Отис ранен в шею, Кидд пытается его вытащить, но боится стрелка. Северайд, ослушавшись Бодена, бросается в дом на помощь. Позже выясняется, что никакого стрелка нет - от пожара взрывались патроны, которые хранились в доме. Отиса увозят в реанимацию, врачи говорят, что шансы поправиться хорошие. Боден обвиняет Северайда в неподчинении, на что Келли говорит, что не переживёт ещё одну потерю. Отис приходит в сознание. Брэтт хочет более серьёзных отношений с Антонио, но случайно встретив его около "Молли" слышит, что тот собрался на "свидание вслепую", и расстраивается. В часть приходят старшие шефы и говорят, что Отису нужна будет временная замена. Вскоре пожарных вызывают по тому же адресу, где обнаруживают парня, из-за которого был ранен Отис и погибла его мать, во время попытки самоубийства. Круз вытаскивает его. Врач замечает у поправляющегося Отиса отстутствие чувствительности в ногах. Северайт и Кидд занимаются сексом в пустом баре "Молли". |            |                                                             |                   |                                                    |                  |                     |
| 130 | 16         | «The One that Matters the Most» «Тот, кто важнее всего»     | Билл Джонсон      | Майкл Гилвари                                      | 29 марта 2018    | 5.42                |
| Северайд и Кидд начинают встречаться. Шеф Боден представляет нового пожарного вместо Отиса - Джека Кордову. Кидд становится водителем машины 51. Пожарные спасают мужчину-повара, у которого рука застряла в тестомешалке. Шеф Гриссом говорит Бодену, что того рассматривают на повышение в пожарный комиссариат. Северайд извиняется перед Гриссомом за пропущенную встречу, но тот уходит. Германн прохладно встречает Кордову в части, и Кейси вызывает его на разговор. В часть приходят жена и дочь спасённого повара и вызываются в благодарность накормить пожарных. Отис встаёт на ноги, но все равно сильно переживает за себя. В расстройстве он прогоняет Лили домой. По возвращении из больницы пожарные садятся за стол, но приготовленная женщинами еда оказывается отвратительной, и все вынуждены притворяться. Германн и Кордова продолжают ссориться, и дело едва не заканчивается дракой. Часть выезжает на спасение застрявшего на строительных лесах мужчины. Приезжает Гриссом и предлагает помощь, вдвоём с Северайдом они вытаскивают пострадавшего. Жена и дочь повара готовят в части снова, шеф Боден, не зная, кем приготовлена еда, громко критикует обед. Расстроенные женщины уходят. Боден намекает Кейси на то, что тот, возможно, станет новым шефом. Доусон думает, как рассказать Мэтту про то, что она когда-то встречалась с Кордовой.                           |            |                                                             |                   |                                                    |                  |                     |
| 131 | 17         | «Put White on Me» «Оденьте меня в белое»                    | Мэтт Эрл Бисли    | Сюжет : Джилл Вайнбергер Телесценарий : Дерек Хаас | 5 апреля 2018    | 5.48                |
| Шеф Боден приходит навестить Отиса и предлагает ему временно поработать в офисе 51 части, тот соглашается. Пожарных вызывают в бассейн, где есть угроза поражения детей электрическим током. Спасатели вытаскивают пострадавших, Кидд и Кордова достают ребёнка из воды. В последний момент Кейси успевает отключить электричество. Один из спасённых детей оказывается без родителей, и Отис пытается вычислить их. В Чикаго приезжает мать Северайда. Отис находит отца мальчика, тот приезжает и забирает сына. Через некоторое время приезжает мать ребёнка, заявляет, что отцу отдали сына незаконно, поскольку тот лишён прав, и обвиняет пожарных в халатности. В "Молли" Кейси случайно узнаёт о прошлой связи Доусон и Кордовы. Габриэлла пытается объясниться, но Мэтт уезжает. В часть приезжает шеф Хаффайнс и говорит, что мать ребёнка требует денежную компенсацию, которую удержат из зарплаты Бодена. Отис едет к матери извиниться лично, но та отказывается слушать. Однако, он вовремя замечает подставу и предоставляет доказательства попытки мошенничества пожарным шефам. Доусон и Брэтт выезжают на вызов, но попадают под перестрелку. Прибывшие пожарные вызволяют парамедиков. Мать и отец Северайда объявляют, что снова вместе. |            |                                                             |                   |                                                    |                  |                     |
| 132 | 18         | «When They See Us Coming» «Когда они видят, как мы идём»    | Лин Оединг        | Андреа Ньюман и Майкл Гилвари                      | 12 апреля 2018   | 5.64                |
| Келли не в восторге от внезапного союза родителей. На вызов выезжает вся часть, но не успевают проехать и десяти метров, как в их часть въезжает несколько машин ФБР. Вызов оказывается ложным, а спецагент Ник Риордан заявляет, что намерен устроить засаду в части 51. Федералы отправляют Кейси и Северайда в дом, куда должен прибыть подозреваемый, на разведку. Северайд высказывает отцу претензии по поводу их с матерью отношений. Расстроенный Бенни уходит. К Джо Крузу приходит Тэй, парень с района, но федералы прогоняют его. Тот в отместку разбивает окно части кирпичом. Агенты ФБР придумывают план штурма. Кейси предлагает переодеть агентов в пожарных и спровоцировать ложный вызов, чтобы без подозрений войти в здание. Пожарные успешно эвакуируют всех жителей. Северайд и Кейси взламывают нужную дверь, но попадают в заложники. Идя с захватчиками по коридору, они успевают увернуться и упасть на пол, и федералы нейтрализуют вооружённых бандитов. Спецагент Риордан приходит в "Молли" и благодарит пожарных за помощь. Дома Северайд встречает мать, которая говорит, что Бенни порвал с ней, и она уезжает из Чикаго обратно. |            |                                                             |                   |                                                    |                  |                     |
| 133 | 19         | «Where I Want to Be» «Где я хочу быть»                      | Эрик Ланёвилль    | Майкл Э. О’Ши                                      | 19 апреля 2018   | 5.39                |
| Отис продолжает тренировки. Стелла узнаёт, что Северайд был женат. Часть выезжает на пожар в доме, где находится склад картеля. Внутри оказывается большое количество денег, часть из которых пропадает, и в городе начинаются кровавые разборки. Девушка, спасённая из пожара говорит, что, возможно, кого-то видела. Антонио подозревает в краже денег Кордову. Отис переживает из-за плохих результатов осмотра. Кейси допрашивает Кордову, и тот тоже говорит, что видел кого-то в огне. На вызове Кейси и Кордова спасают ребёнка, который едва не упал с моста в реку. Кейси и Северайд находят в доме картеля тайник, а в нём деньги и тело мужчины. Кордова уходит из части 51 по собственному желанию. Стелла съезжает от Келли. |            |                                                             |                   |                                                    |                  |                     |
| 134 | 20         | «The Strongest Among Us» «Сильнейший из нас»                | Реза Табризи      | Дерек Хаас                                         | 26 апреля 2018   | 5.55                |
| Отис успешно проходит медкомиссию и полностью готов к работе. По случаю возвращения, Кейси презентует ему памятный сувенир "Трость Отиса". Гриссом приходит к Бодену и говорит, что передумал уходить на пенсию. Пожарные выезжают на ДТП с бетономешалкой, и вызволяют женщину, полностью залитую вытекшим цементом. Стелла и Отис спорят, кто из них будет водить пожарную машину, Кейси предлагает устроить между ними соревнование. Джо Круз выходит на связь со школьной подругой. В часть приходит отец спасённой девушки и благодарит за помощь. Доусон и Брэтт помогают мужчине, которому случайно отрезали ухо. Бриа просит у Габриэллы помощь в подготовке к выпускному. Круз идёт на свидание с подругой, но всё усложняется тем, что та замужем. Северайд и Боден получают анонимные конверты с крупной суммой денег. В комиссариате выясняется, что деньгами хотел отблагодарить отец девушки, оказавшийся крупным чиновником, и деньги отправляют в фонд пожарных. Кидд уступает место водителя Отису на своих условиях. Кейси и Доусон везут Брию на выпускной на пожарной машине. |            |                                                             |                   |                                                    |                  |                     |
| 135 | 21         | «The Unrivaled Standard» «Непревзойдённый стандарт»         | Джо Чаппелль      | Джефф Драйер                                       | 3 мая 2018       | 5.54                |
| Часть выезжает на ДТП с участием машины частной скорой помощи, приходится спасать и их пациента, и парамедика. В часть приходит подруга Круза и передаёт Брэтт его бумажник. Та расстраивается, что Круз соврал ей о том, где был прошлой ночью. В часть неожиданно приходит Рене, бывшая девушка Северайда и просит помочь в судебном заседании. В часть приезжает старший комиссар Стэйтон и говорит, что Боден - один из кандидатов на его место. Круз снова идёт на свидание с подругой, но неожиданно появляется её муж. Рене знакомит сына с Северайдом, и Стелле это не нравится. Расчёты выезжают на пожар в автомастерской, в котором погибает один из пожарных, друг Германна. Гриссом говорит Северайду, что тоже претендует на должность комиссара. |            |                                                             |                   |                                                    |                  |                     |
| 136 | 22         | «One for the Ages» «Один на века»                           | Лесли Либман      | Майкл Гилвари и Андреа Ньюман                      | 10 мая 2018      | 5.95                |
| Пожарные спасают ребёнка, оказавшегося под упавшим деревом. Гриссом приезжает к Северайду и называет его предателем за то, что Келли поддержал кандидатуру Бодена. Брэтт находит хорошего заказчика на "хуливалду". Рене приглашает Северайда в гости. Кейси и Доусон снова пытаются завести ребёнка. Комиссар Стэйтон напрямую спрашивает Северайда, кого из кандидатов он бы поддержал, Келли называет Бодена. Круз отказывается от выгодной сделки, ревнуя заказчика к Брэтт. Спасатели с шефом Боденом вытаскивают парня, застрявшего в вентиляционной трубе на яхте. Доусон узнаёт, что беременность для неё может быть смертельно опасна. Рене приходит в "Молли" и говорит, что её сын пропал. |            |                                                             |                   |                                                    |                  |                     |
| 137 | 23         | «The Grand Gesture» «Широкий жест»                          | Реза Табризи      | Дерек Хаас                                         | 10 мая 2018      | 5.95                |
| Рене и Келли обращаются в полицию, но проблема с поисками сына быстро разрешается. Доусон говорит Кейси, что готова рискнуть и забеременеть. Пожарные на подрыве газопровода спасают несколько человек из огненной ловушки. Шеф Хэтчер снова предлагает Доусон работу парамедиком в Пуэрто-Рико. Боден идёт в офис к Гриссому и обвиняет в подставе. Кейси предлагает Доусон усыновление, Доусон продолжает стоять на своём. Парамедики на вызове находят женщину с ножевым ранением, которую зарезал наркоман, спасти её не удаётся. Северайд выступает в суде, и дело удаётся выиграть. Кейси и Доусон ссорятся из-за разногласий. Брэтт на вызове рассеяна из-за смерти женщины, и Доусон срывается на неё. Отис находит компромат на шефа Гриссома - фальсифицированные им данные статистики, и рассказывает об этом Бодену. Шеф Хаффайнс сообщает Бодену, что Гриссома только что назначили пожарным комиссаром. Доусон расстаётся с Кейси и уезжает работать в Пуэрто-Рико. |            |                                                             |                   |                                                    |                  |                     |

### Сезон 7 (2018—2019)
| № общий | № в сезоне | Название                                                  | Режиссёр          | Автор сценария                | Дата премьеры    | Зрители в США (млн) |
| --- | ---------- | --------------------------------------------------------- | ----------------- | ----------------------------- | ---------------- | ------------------- |
| 138 | 1          | «A Closer Eye» «Под присмотром»                           | Сэнфорд Букставер | Дерек Хаас                    | 26 сентября 2018 | 8,08                |
| Северайд беспокоится за Кейси из-за ухода Доусон. Шеф Боден сообщает, что Конни сменила работу. В часть, на замену Доусон, приходит новый парамедик — Эмили Фостер. На вызове мужчина падает в шахту лифта, и Кейси, рискуя собой, прыгает за ним. В последний момент спускающийся сверху лифт удаётся остановить. Отис пытается выиграть в шахматной партии у Рамиреса, пожарного из другой смены. В части появляется Джерри Горш — новоиспечённый заместитель комиссара Гриссома, у которого прежде были конфликты с шефом Боденом, присланный в качестве надзирателя. Кейси звонит Габриэлле по видеосвязи и видит, что она счастлива. Машина спасателей едет на заправку, неподалёку рабочий задевает силовой провод и начинает гореть. Недолго думая, Келли спасает рабочего, сбив его своим телом. Боден решается отнести компромат на Гриссома в мэрию, но мэр прикрывает Гриссома, будучи его другом, и не даёт делу ход. В "Молли" Отис узнаёт, что Рамирес давно переведён в другую часть, и узнаёт, что всё это время играл с Кидд. Парамедики выезжают к раненому парню, где Фостер мастерски спасает пациенту глаз. Врачи в клинике удивляются, что Фостер работает в скорой, и Брэтт хочет узнать причину. Горш заявляет, что намерен задержаться в 51-й части и занимает свободный кабинет. Доусон приезжает к Мэтту, забирает вещи, прощается и уезжает насовсем. |            |                                                           |                   |                               |                  |                     |
| 139 | 2          | «Going to War» «На войне (Кроссовер. Часть 1)»            | Реза Табризи      | Андреа Ньюман и Майкл Гилвари | 3 октября 2018   | 8,10                |
| Пожарные расчёты выезжают на крупный пожар в 25-этажном жилом доме, очаг возгорания на 20 этаже. На вызов приезжает детектив Холстед, и говорит, что в здании живёт его отец. Пожарные эвакуируют здание, строго запретив пользоваться лифтами. Отис выводит по лестнице группу жильцов, но одна девушка с ребёнком, вопреки инструкциям, сбегает и решает воспользоваться лифтом. В квартире отца Холстеда никого не оказалось. Отис обнаруживает пропажу девушки с ребёнком, и пожарные отправляются на их поиски. Вскоре Отис догадывается, что та застряла в лифте, и вручную спускает его на первый этаж, но когда открывает двери, с ужасом обнаруживает, что мать с ребёнком сгорели живьём, т.к. лифт открылся на этаже, охваченном огнём. Один из новичков пожарных, Риттер, на лестнице впадает в паническую атаку, и Маучу не без труда удаётся успокоить его. Вместе они помогают Кейси, который нашёл отца Холстеда и его друга на 25 этаже, вытащить из огня обоих. Северайд слышит крик о помощи мальчика, который застрял на 20 этаже и отправляется его спасать, но пожар преграждает выход из квартиры. Германн и Кидд пытаются вызволить его, но у Кидд заканчивается кислород, и ей самой требуется срочная помощь. Северайд решает вместе с мальчиком вылезти по тросу через окно наружу и спуститься на 19 этаж. Стеллу увозят в больницу, вся часть едет туда же. |            |                                                           |                   |                               |                  |                     |
| 140 | 3          | «Thirty Percent Sleight of Hand» «30% ловкости рук»       | Эрик Ланёвилль    | Майкл Эй О’Ши                 | 10 октября 2018  | 8,41                |
| Стелла выздоровела и вышла на работу. Выезд на ДТП – машина съехала с моста. Мужчина потерял управление и вылетел из авто. Мальчик остался в кресле на заднем сиденье ему пронзило ногу металлическим профилем. Герш предложил в качестве нового лейтенанта в расчет 51 Трэя Дженинкса из 111. Мальчика с ДТП доставили в больницу изъяли профиль из ноги. В больницу приехала мать и у неё подозрение в том что отец хотел убить сына так как у них длинный и сложный развод. Но полиции для такого заявления мало улик. Северайт просит отчёт о вызове с каждого спасателя. Хлои спасённая Крузом на пожаре во второй серии принесла выпечку в качестве благодарности в часть. Отис утверждает Крузу что она запала на Круза. На очередном вызове выясняется что Дженинкс шурин Горша. Круз по совету Фостер делает первый шаг и идёт после смены на работу Хлои чтобы её найти, на её работе Круза знают все как мужчину с улыбкой. Круз приглашает Хлои на пикник - она соглашается. Стелла и Северайт приходя навещают спасённого мальчика – выслушивают версию отца и хотят её проверить. Вернувшись на место происшествия они находя сбитого оленя - подтверждая рассказ отца. На благотворительном пикнике на котором провожали на пенсию лейтенанта Джорджа Дитриксона. Боден предлагает ему на замену Кристофера Германа что шокирует Горша. |            |                                                           |                   |                               |                  |                     |
| 141 | 4          | «This Isn't Charity» «Это не из жалости»                  | Батан Сильва      | Мэтт Уитни                    | 17 октября 2018  | 7,88                |
| Вызов на пожар внутри дома. Пожарные нашли мужчину у которого лицо было изуродовано, и это не от огня – подозрение на взрыв самодельной бомбы. Горша нет в части неделю – он сам отпросился, но не сказал зачем. К Стелле в гости в часть приходит друг детства. Вызов скорой на падение гимнастке в спортзале, в результате падения с брусьев перелом плеча. Фостер подозревает спортсменку в приёме допинга. Вызов на очередной взрыв в Юнион парк – подростки что то взорвали. Женщину ранило осколком. В больнице Фостер поинтересовалась у матери Эмели, по поводу препаратов допинга – это сильно возмутило женщину. Северайт делится своими ощущениями со Стелой о её друге, что тот влюблён в Стеллу. В часть приходит пожилая женщина и приносит ящик с гранатами. Это гранаты её покойного мужа. В ящике не хватает трёх гранат женщина их продала на гаражной распродаже думая что это сувениры. Пожарные нашли местонахождение последней гранаты. Кейси спасает жизнь мальчикам которые снимали фильм про войну и использовали эту гранату как реквизит. Информация по допингу подтвердилась, допинг ставил тренер, его арестовали. Герман переводит в другую часть одного пожарного который своими шутками над Германом перешёл все границы. Мауч решает помочь Герману в доукомплектование команды и предлагает Риттера – пожарного испугавшегося на пожаре в высотке. |            |                                                           |                   |                               |                  |                     |
| 142 | 5          | «A Volatile Mixture» «Взрывоопасная смесь»                | Сэнфорд Букставер | Андреа Ньюман                 | 24 октября 2018  | 7,70                |
| Герман просит Стеллу выйти пораньше что бы разобраться вместе с тем почему прибыль в Молли падает – как выяснилось причина в плохих отзывах в интернете. Вызов на пожар в трейлерном парке – горит дом контейнер ребята сработали слаженно Риттер выполнил приказ Германа и Кейси смог спасти женщину. Вернувшись на станцию Гёрш нашёл способ чтобы испортить настроение в пожарной части. В часть приходит журналистка и рассказывает что у неё есть подозрения по поводу пожара в трейлере так как за последний год было 7 подобных пожаров и везде фигурировали трейлеры модели "гранд брукс с11 одинарный". Спасённая женщина погибла. Трейлер был вывезен со стоянки, поэтому Кейси не смог показать журналистке причину возгорания, но выяснился ещё один момент перед пожаром был сильный щелчок. Кейси решает осмотреть такой же трейлер но целый. У Кейси возникает гипотеза, но её нужно проверить, для этого он приобретает такой же холодильник как в трейлере для опытов. Гёрш возмутился тем что Кейси ослушался его прямого приказа – передать журналистку в отдел PR, на что Боден четко ответил что часть его и вносить хаос не нужно. Гёрш дал совет Бодену, чтобы все закончилось Бодену нужно уйти из части на административную работу, под руководство Гёрша. Кейси подтверждает свою гипотезу и у журналистки появляется доказательства опасности трейлеров данной серии. Северайт решается обратиться к своему отцу с целью того, чтобы он повлиял на Гриссема в части давления на часть и Бодена. |            |                                                           |                   |                               |                  |                     |
| 143 | 6          | «All the Proof» «Доказательство»                          | Лесли Либман      | Джамила Дэниел                | 31 октября 2018  | 7,97                |
| Гёрш говорит Бодену, что планёрки теперь будет вести сам, а также сам будет выезжать на вызовы, а Боден будет в части. Вызов в гостиницу, у постояльцев тошнота и трудность дыхания - подозрение на газ. В одном из номеров нашли пару которая была мертва и это было похоже на суицид – записка и отправляющая смесь в ванной из паров которой и было всем плохо, Гёрш на вызове чувствовал себя не в своей тарелки, так как не знал всех процедур, Гёрш написал жалобы на всех офицеров - выгораживая свою некомпетентность. Наоми - журналистка, снова пришла к Кейси за новыми делами по которым можно провести журналистское исследование. Затем они встретились за обедом и Наоми явно дала понять что Кейси ей симпатичен. Отец Северайта, Бенджамин, скончался в Чикаго мед от инсульта именно поэтому он не пришёл на встречу в кафе где хотел рассказать о своих подвижках в противостоянии Гриссема и Бодена. Боден снял со смены всю часть чтобы все смогли поехать и поддержать Северайта. Гёрш покинул 51-ю часть его отозвал Гриссем. Боден позвонил Грисему и узнал что Бенджамин Северайт встретился с ним лично и объяснил что ситуация в части влияет не только на Бодена но и на всех - а Боден это тот лидер который делает хороших людей великими и Келли Северайт тому подтверждение. |            |                                                           |                   |                               |                  |                     |
| 144 | 7          | «What Will Define You» «Твоя новая жизнь»                 | Оливия Ньюман     | Майкл А. О’Ши                 | 7 ноября 2018    | 8,26                |
| Вызов на ДТП, сбит мужчина, от удара о другую машину седан покорёжило так, что чтобы достать ребёнка с заднего сиденья пришлось ждать спасателей. У Сильви подозрение на то, что девушка водитель во время ДТП писала СМС. Стелла с пожарными объезжает всех бывших Бени с Северайтом чтобы собрать его награды так как он просил похоронить его вместе с ними. Северайт хочет похороны с парадом – проблема в том что парад делается для тех кто погиб на службе. Бадан пытается организовать нечто похожее на парад пригласив как можно больше пожарных в форме. Медаль которую искали по всем бывшим Бени нашлась в самый последний момент – она была у Кэти (его дочери). Эрика водитель подросток с ДТП после разговора с Сильви созналась, что писала СМС в момент аварии. Панихида и парад в чести Бени Северайта, состоялись. |            |                                                           |                   |                               |                  |                     |
| 145 | 8          | «The Solution to Everything» «Решение всему»              | Марк Тинкер       | Майкл Гилвари                 | 14 ноября 2018   | 7,29                |
| Бодэн - мистер сентябрь 1990 года, всех будоражит эта новость и все хотят найти этот календарь. Вызов на пожар, пара разжигала камин но дымоход оказался не исправен дым пошёл в здание а пожар в перекрытие и стены. Женщина успела выбраться а её муж нет. Спасатели и пожарные отправились на поиски мужчины, труба обвалилась и придавила Северайта, мужа женщины нашли в той же комнате где придавило Келли. Круз и Кейси в последний момент спасают Келли. В связи с доведением дела с трейлерами брукс до суда Наоми поступила угроза – она обратилась к Кейси за помощью. Хлои девушка Круза помогает в поисках календаря, они добрались до музея пожарных, но там тоже ни чего нет. Новая теория Наоми – грандбрукс после суда перевезли их в другое место чтобы продавать под новым брендом. Вызов в бар где дротик попал человеку в лоб, между посетителями началась драка, парамедики вызвали в помощь расчёт 81. Стелла нагрубила Фостер – так как она ревнует к Северайту. Кейси и Наоми приехали к стоянке дочерней фирмы брукс с новыми трейлерами чтобы разобраться. За ними кто-то следит. |            |                                                           |                   |                               |                  |                     |
| 146 | 9          | «Always a Catch» «Всегда есть подвох»                     | Реза Табризи      | Дерек Хаас                    | 5 декабря 2018   | 7,94                |
| В городе снова Тейлер (друг Стеллы) у него намечается покупка футболиста, и Стелла раскачивает Келли на встречу с ним. По дороге в часть Хлоя позвонила Крузу, чтобы спросить кому, что надо в булочной так как она проезжает мимо. Пока ребята делали заказ на том конце трубки явно что-то произошло – вероятно ДТП. Это множественное ДТП попадает на вызов в часть Круза. Хлои в тяжёлом состоянии ей понадобился вертолёт для транспортировки в мед. После операции Хлоя стабилизировалась. К ней приехали родители, их встретил Круз. Они знают Круза так как Хлоя им про него рассказывала. К Кейси пришла Наоми сказала что хозяева брукс назначили ей встречу. Тайлер зашёл в часть. Келли отпустил Стеллу на встречу с Тейлером. Тейлер нагнетает Стеллу по поводу Келли. Вызов скорой – ребёнок упал с кровати проткнув живот осколком кровати. При его доставке в мед скорая попала в ДТП. Сильви пытается остановить машину для доставки пациента в мед у ней получается взять синий внедорожник. Наоми и Кейси идут к хозяевам трейлеров брукс на встречу. Хозяева угрожают Наоми судебными исками. Их спесь забивает Кейси. Хлои очнулась в больнице, Круз был рядом и она его поцеловала. Кейси и Наоми ночевали вместе. Проснувшись среди ночи Кейси обнаружил что его квартира горит. |            |                                                           |                   |                               |                  |                     |
| 147 | 10         | «Inside These Walls» «Здесь столько всего произошло»      | Джоно Оливер      | Мэтт Уитни                    | 9 января 2019    | 8,01                |
| Кейси профессионально выбрался из пожара попутно спася много жизней. У пожарных сомнений нет это поджог. Начальник пожарной части даёт задание Сильви провести урок для выпускников школы – работа с общественностью. Вызов пожарных на ДТП – джип подрезал фуру она на него завалилась. Спасатели помогли извлечь водителя и пассажира. В последний момент фура заваливается на авто чуть не придавила Келли. Келли подписывается на реставрацию моторной лодки. Тейлер высказал про свои чувства Стелле – ей это не понравилось. Кейси и Наоми нашли человека который им звонил с угрозами – им оказался сотрудник грандбукс. Келли приступил к реставрации лодки. Главу брукса арестовали благодаря сотруднику которого нашли Кейси и Наоми. Наоми уезжает в Цюрих по новому заданию. Стелла пришла к Келли извиниться перед ним и они расстаются. |            |                                                           |                   |                               |                  |                     |
| 148 | 11         | «You Choose» «Твой выбор»                                 | Пол Маккрейн      | Джамила Дэниел                | 16 января 2019   | 8,03                |
| Вызов на ДТП – автобус въехал в остановку, у водителя судороги, под автобусом пешеход. Фостер видя список препаратов назначенных водителю обвинила её лечащего доктора в халатности. Стелла предлагает чтобы далматинец Вторник участвовал в конкурсе собак. Мауч предлагает профессионального кинолога Денис подругу Труди, Стелле не нравиться агрессивное преподавание Денис и она её увольняет. Сильви помогает Кейси в поисках квартиры. Фостер советует водителю автобуса сменить лечащего доктора. Келли увольняют от реставрации лодки. Управление пожарной части предупреждает Фостер что на неё пожаловались из-за её жалобы на доктора. Стелла сама хочет тренировать Вторника. Вызов в дом хозяина лодки. Келли чуть не придавило лодкой. Хозяин лодки обвиняет Келли в поджоге. Доктор Шоу (лечащий врач водителя автобуса) признал ошибку. Поджог лодки осуществил сын хозяина он сам же в этом и сознался. Управление извиняется перед Фостер и благодарит её за бдительность. Вторник с треском провалился на выступлениях. |            |                                                           |                   |                               |                  |                     |
| 149 | 12         | «Make This Right» «Поступай правильно»                    | Милена Гович      | Андреа Ньюман                 | 23 января 2019   | 8,43                |
| Вызов на ДТП – мотоциклист не справился с управлением и опрокинул мотоцикл на себя. Мотоциклист получил сильный удар и перелом. В бредовом состоянии он принял Кейси своего сына и пообещал ему куда-то съездить. В части сломался телевизор и Мауч попросил Труди привезти запасной из дома. Отис прикалывается над Маучем и его старой техникой. Мауч не выдерживает и подкалывает Отиса о том что тот играется в игрушки и фигурки как ребёнок, и что он не мужик. Стелла решает, что ударяет служебную машину во время парковки и хочет её отремонтировать сама, скрывая от всех - опасаясь подколов. К Кейси в Молли подошёл парень – сын мотоциклиста он прилетел из Денвера. Рассказал что у отца всегда при себе была гоупро – это дало новый шаг к поиску понимания, что произошло на дороге. Поиски гоупро на амуниции и на мотоцикле не увенчались успехом. Риттер попытался помирить Отиса и Мауча но его все предупреждали, что не лезь в это, а то будет хана. Вызов на выставку где молодой человек застрял в одной из скульптур. Спасатели вытащили его не разрушив скульптуру. Келли и Кейси решили проехать до места ДТП байка так как оно было не далеко от выставки. Гоупро нашлось там оказалась запись на которой видно что полицейский который вызвал спасателей подрезал мотоциклиста. Гоупро отдали сыну, карта приобщена к делу. Сын сказал что органы отца помогут многим. Оказалось что вмятину на скорой сделала не Стелла а прошлая смена. Риттеру всё же удалось помирить Мауча и Отиса одев нелепый, вызывающий и яркий свитер. |            |                                                           |                   |                               |                  |                     |
| 150 | 13         | «The Plunge» «Купание или брат из Красноярска»            | Лесли Либман      | Майкл А. О’Ши                 | 6 февраля 2019   | 8,79                |
| Фостер кто-то названивает со скрытого номера. Вызов пожарных и скорой – за ними прицепился вплотную синий Субару, все попытки его образумить не увенчались успехом и при экстренном торможении Субару въезжает в зад пожарной машины – водителя Субару сильно прижимает, между рулём и сидением, ждать спасателей больше пяти минут. Герман не в силах ждать, поэтому он лезет выручать парня лично. Герману это удаётся и в самый последний момент когда Герман выбирается машина загорается. Доктор Шоу с которым Фостер сходила на одно свидание и дала ясно понять, что ей серьёзные отношения не нужны продолжает приглашать Фостер на ужин. На скорую 61 кто-то анонимно подал заявление о ненадлежащем уходе. У Фостер подозрение, что это сделал шоу и рассказывает Бодену о домогательствах Шоу, он обещает помочь. Боден выяснил что проверка касается последнего вызова где новенькая применила препарат для спасение водителя без разрешения врача. И в консилиуме один врач против этого. Герман после ДТП субариста сорвался на своём сыне за помятый бампер на его машине. Вызов в дом протекла крыша первого этажа потому что в квартире сверху мужчина замёрз в ванной с включенной водой - Фостер достает его с того света. Фостер устраивает скандал Шоу в больнице. На улице Шоу ей стал угрожать, но Фостер поддержала вся команда в полном составе и сказали, что они не станут терпеть домогательств. Герман и сын находят общий язык – Герман извиняется. |            |                                                           |                   |                               |                  |                     |
| 151 | 14         | «It Wasn't About Hockey» «Дело не в хоккее или день чили» | Карл Ситон        | Элизабет Шерман и Дерек Хаас  | 13 февраля 2019  | 8,43                |
| Сильви, Фостер и Стелла поехали на родину Бред в глубокую Америку. Сильви и Фостер поехали не по 13 шоссе (артерии по которой отправляются все водители) а по второстепенной дороге известной только местным, и попадают на место ДТП. Водитель автобуса не справился с управлением и въехал в трактор который стоял на дороге. В автобусе хоккейная команда – особо пострадали три человека два хоккеиста у одного вывих плеча у второго осколок в боку. И водитель трактора у него сломало ногу. Связи нет, машины не проезжают - двое хоккеистов хотят бежать на помощь. Стелла задержалась так как курьер доставки алкоголя в Молли перепутал даты и приехал сегодня вместо завтра и ей пришлось встречать его так как Герман участвует в Чили битве в части. Фостер вытаскивает осколок пинцетом и останавливает кровотечении прижиганием. Внезапно ещё один хоккеист теряет сознание и не дышит - остановка сердца. Келли и Кейси тайная команда и тоже варят чили, а Риттер выбыл из-за Вторника. Сердце можно перезапустить при помощи эпинифрина который находится в сумке одного из хоккеистов и которая прижата автобусом. Подъезжает Стелла и при помощи её джипа сумку удаётся достать. Хоккеисты привели помощь. Стелла, Фостер и Сильви теперь почётные мустанги. В конкурсе Чили победила команда сменщиков парамедиков. |            |                                                           |                   |                               |                  |                     |
| 152 | 15         | «What I Saw» «Я всё видел (Кроссовер. Часть 1)»           | Реза Табризи      | Андреа Ньюман и Майкл Гилвари | 20 февраля 2019  | 8,85                |
| Я всё видел – кроссовер В Чикаго снег. Дыма много в многоквартирном жилом доме - пожар в квартире 106 там застрял мужчина. Жители попросили не выбивать двери у них есть ключи в коробке. Но Кейси обнаружил, что коробка пуста и ключей нет, а 106 квартира заблокирована как форт Нокс и дверь не получается выбить. Личинку удалось свернуть и пожарные проникли в комнату где пожар. Мужчина был в ваннай комнате и не мог выбраться. Мужчина с пожара отблагодарил Стеллу крафтовым пивом. Мужчина пригласил Стеллу на ужин она его отшила, но он сказал, что будет настойчивым. В часть 51 приезжает комиссар и говорит Бодену время вернуть долг - оказывается он убрал Горши из части "в долг". Цель визитка комиссара отстоять честь пожарных которых пытается очернить Войд из полиции. Войд говорит что уже продолжительный период времени идёт кража в разных квартирах и они не могли сопоставить это до заявления части 51 о пустой коробке с ключами на пожаре. По предположении Войда это дело рук пожарных так как только у них есть доступ к коробкам. Все ограбления были в 5 минутах от части 66 тех кто приехал на помощь части 51 на пожар и которые проверяли этот ящик месяц назад. Круза переводят кротом в часть 66 его легенда, что он на вызове оставил тепловизор и его в качестве наказание отправляют в другую часть. Круз не любитель Войда так как свежа в памяти работа под прикрытием Лиона, его брата которого о помощи просил так же Войд. Леон предупреждает Круза, что после сотрудничества с Войдом все равно будут последствия. Круз прибывает в часть 66. Там есть мажор который приезжает на смену на очень дорогой тачке, и лейтенант очень не приветливый человек. Круз разговорился ещё с одним пожарным части 66 которого не было на прошлой смене он ставил коронку у дантиста. Оказалось что мажор настоящий миллионер ему с братьями в наследство досталась маслобойня, а пожарным он готов работать и бесплатно. Вызов на перекресток где мужчина и женщина выясняют отношение – но на самом деле вызов для девушки которая стояла на бортике второго этажа - это любовница мужчины и она испугалась когда жена внезапно вернулась. Келли на вызове без Круза как без рук. У лейтенанта из 66 у жены рецидив рака поэтому он такой грубый. У Круза есть подозрение в том что пожарный который делал зуб передал ключ кому-то ночью и утром об этом ему сказал, и тот на него кинулся с хулиганом. |            |                                                           |                   |                               |                  |                     |
| 153 | 16         | «Fault In Him» «Сам виноват»                              | Эрик Ланёвилль    | Мэтт Уитни                    | 27 февраля 2019  | 8,27                |
| Вызов в частный дом где были слышны выстрелы. Пожарные приехали и вскрыли дверь. Дверь так же была забаррикадирована коробками. Копы прошли и предположили самоубийство. Но Кейси увидел движение в соседней комнате и пошёл туда на него вылетел человека с пистолетом и сбил его с ног, навёл пистолет прямо в лице Кейси, при первом выстреле револьвер даёт осечку и завязывается борьба, мужчина выстреливает второй раз попадает в пол, копы это слышат и арестовывают его. Отис в лотерее выиграл третий приз – спортивный пакет – ему дадут забить шайбу в перерыве игры Блэк Хоукс. Он не рад так как не любит хоккей и стоять на коньках не умеет. Герман предложил ему помочь в этом. Вызов к человеку у которого домашний питомец ядовитый паук который его укусил, а у него аллергия на этот яд. Приехала комиссия для проверки части 51. Но в этот момент прозвучал вызов команды в полном составе на пожар частного дома горит первый этаж. На третьем заблокированы дети. Мужчину нашли в гостиной его эвакуировали он сказал что его жена в подвале. Келли спустился в подвал лестница обвалилась. Спасать Келли и женщину выдвинулись Боден и Гриссем. Комиссия наблюдает за всем этим. Келли сказал впечатляющую речь в поддержку Гриссема. Отец и Сильви расстаются. Отису удалось забить гол его натренировал тренер это тот мужчина которого укусил паук (он это сделал по проьбе Форест). Кейси делиться о происшествии с Боденом, что он в отчёте про осечку не написал. |            |                                                           |                   |                               |                  |                     |
| 154 | 17         | «Move A Wall» «Сдвинуть стену»                            | Оливия Ньюман     | Дерек Хаас                    | 27 марта 2019    | 8,26                |
| Вызов на пожар в многоквартирном доме. Гидрант возле дома был заблокирован неправильно припаркованными автомобилем и Герман решил воспользоваться гидрантов через дорогу. При протяжке через перекрёсток на рукав наехал автомобиль и Риттер повредил плечо. Кейси сорвался на Германа. В квартире с пожаром Стелла обнаруживает за диваном тайное помещение в котором кто то жил. Синди жена Германа давно хотела изменить дизайн комнаты отдыха пожарных и Герман наконец-то ей разрешил. Синди первым делом опрашивает команду ко и что хочет. Стелла заявила о найденной потайной комнате в полицию. У Стеллы подозрение на жестокое обращение с детьми. Вместе с полицией они поехали на место, но пожар уничтожил всё. Расследование приводит к Майклу с разными фамилиями - именно он снимал эту квартиру. Стелла и Келли находят его адрес и попадают в квартиру под предлогом проверки утечки газа. Майкл нападает с ножом на Келли. Но полиция прибывает вовремя. Боден похвалил Стеллу и сказал что всем надо брать с неё пример. Вызов на ДТП джип въехал в грузовик с пропаном. Водителя джипа зажало. Джип цепью выдернули из грузовика прямо перед взрывом. Синди закончила и продемонстрировала новый дизайн. Все были немного в шоке. Но фишка в том, что все изменения только для съёмки в журнал - потом всё вернётся на свои места. |            |                                                           |                   |                               |                  |                     |
| 155 | 18         | «No Such Thing As Bad Luck» «Невезения не существует»     | Джанн Тёрнер      | Майкл Гилвари                 | 3 апреля 2019    | 8,24                |
| Вызов в частный дом на пожар там застряла женщина в ванной. Пострадавшая это одноклассница Бодена. Герман переживает из-за пропажи кружки талисмана с сенбернаром из Молли (Стелла её отдала пьянице, чтобы тот прекратил дебош и ушёл домой, не зная о том, что кружка талисман Молли, и не стала рассказывать Герману). Кейси проверил весь дом после пожара и у него подозрение на покушение. Так как ручка в ванной была сломана снаружи и весь дом перевёрнут. Холстед из полиции сообщил Крузу, что его наградят за особые заслуги (за работу под прикрытием). Вызов спасателей - на улице застрял человек в решётке ливневой канализации. Боден беспокоится о своей однокласснице которая говорит, что у неё всё в порядке. Оказалось, что она скрывает что её сын наркоман и пожар с разгромом устроил он. Круза награждает лично Келли. |            |                                                           |                   |                               |                  |                     |
| 156 | 19         | «Until The Weather Breaks» «Пока не стихнет шторм»        | Реза Табризи      | Майкл А. О’Ши                 | 24 апреля 2019   | 8,11                |
| В Чикаго шторм. Расчёт Германа приехал с вызова. В машине спрятался ребёнок. Кейси находит его в хранилище обмундирования. В части из-за шторма перебои с электричеством и связи раций. Ремонтники пытаются устранить помехи. В части укрыться от шторма приходит пожарный из Детроита, говорит, что его машина сломалась неподалёку. У Отиса подозрения по части пожарного, что он что-то задумал. Ремонтников ударило током и один из них упал с крыши. Телевизор заработал и пожарные узнали что рядом с местом на последнем вызове было двойное убийство и мальчик скорее всего свидетель. Мальчик пропал все начали его искать. Круз находит Отиса который был в отключке, его вырубил парень из Детроита. Стелла нашла мальчика. Пожарные задержали парня из Детроита и вызвали полицию. |            |                                                           |                   |                               |                  |                     |
| 157 | 20         | «Try Like Hell» «Сделаем всё, что сможем»                 | Стивен Крэгг      | Мэтт Уитни и Джамила Дэниэл   | 8 мая 2019       | 7,74                |
| Пожарные из 27 части наехали на расчёт Германа, что те у них украли насадку. Вызова на пожар в офисе расположенном на первом этаже многоквартирного жилого дома. Шефу Бодена пришел счёт от 27 части за форсунку, Боден выкинул его в мусорку. Пожар в офисе скорее всего поджог. Подозрение на хозяйку. 51-я часть находит форсунку у себя и решает её тайно подкинуть в 27-ю. Вызов скорой в тренажерный зал. девушка упала с велотренажёра и разбила себе голову. Когда 51-я подкидывала форсунку в 27-ю их спалили. Бред предлагает Кейси встретится с девушкой тренером из фитнес зала. Выяснилось что перед пожаром на 5 минут пропало электричество. Когда следователи разбирались со счётчиками они нашли пса хозяйки, его скорее всего убил поджигатель У Келли есть подозрение что такое уже было. Герман и 51-й расчёт выступают перед Боденом за то чтобы Клингепила перевести в часть 51 (именно он спалил, что они возвращали форсунку в 27-ю) Боден раскусил их и извиняется перед шефом 27, и признаёт, что форсунка была в 51. Поджигатель по мнению Кели это тот за кем гонялся его отец 15 лет. |            |                                                           |                   |                               |                  |                     |
| 158 | 21         | «The White Whale» «Идея фикс»                             | Джо Чаппелл       | Андреа Ньюман и Майкл Гилвари | 15 мая 2019      | 7,96                |
| Келли делится с Кейси и Боденом, что поджигатель это тот за кем гонялся его отец. Вызов в парк где молодые люди играли с римскими свечами и одна взорвалась у одного в руках. У парня оторвало пару пальцев. Один из парней стреляет в Кейси из свечи и попадает в шею оставляя ожог. Келли передаёт документы Бенни следователю Хабл, но она скептически к ним относится. Келли предупреждает если этим не заняться немедленно то скоро могут быть жертвы. Боден видит, что Келли зацикливается на этом, и освободил его от работы на пару дней. Келли приходит на место пожара там волонтёры помогают хозяйке разобрать завалы. Келли вспылил и повздорил с соседом который спрашивал на кого подавать в суд за дым. Кейси приходит к Хабл вместо Келли и говорит присмотреться к этому соседу Харки, он как раз попадает под описание и на время затишья он находился в тюрьме. Свидетель с дела Бенни опознала фото Харки, Келли пытался дозвониться Хабл в это время свидетельница стала копаться в записках Бенни. Келли понял что поджигатель это она. Она сбежала. Её новая цель это церковь. Кейси находит закладку , но она уже начинает разгораться. Герман помогает Кейси и у них получается потушить закладку. |            |                                                           |                   |                               |                  |                     |
| 159 | 22         | «I'm Not Leaving You» «Я тебя не оставлю»                 | Реза Табризи      | Дерек Хаас                    | 22 мая 2019      | 7,51                |
| В часть въехал универсал за рулём был ребёнок он вёз маму рожать. Вызов на парковку - загорелась машина, внутри горел человек. Место было не случайное это рядом с кафе где Бенни нашел свидетельницу которая сбежала от Келли и это была её машина. В машине была бездомная наркоманка. Келли и Стелла заехали к бывшему мужу свидетельницы-поджигательнице. Благодаря ему она 15 лет не поджигала. Она была там. И напала на Стеллу - порезала стеклом ей щёку. Келли скрутил её. Келли и Стелла сошлись снова. Пастер уезжает из Чикаго и признался в любви Бред, предлагает ей руку и сердце - она соглашается. Вызов на фабрику матрасов, пожар в подвале там много товара и 50 человек. Пожар сложный, здание старое и скоро взорвётся старый промышленный котёл. Герман и Риттер пытаются его охладить. На этом заканчивается сезон. |            |                                                           |                   |                               |                  |                     |

### Сезон 8 (2019—2020)
| № общий | № в сезоне | Название                                                          | Режиссёр          | Автор сценария                                                                  | Дата премьеры    | Зрители в США (млн) |
| ------- | ---------- | ----------------------------------------------------------------- | ----------------- | ------------------------------------------------------------------------------- | ---------------- | ------------------- |
| 160     | 1          | «Sacred Ground» «Священная земля»                                 | Реза Табризи      | Дерек Хаас                                                                      | 25 сентября 2019 | 7.32                |
| 161     | 2          | «A Real Shot in the Arm» «Настоящий выстрел в руку»               | Сэнфорд Букставер | Майкл Гилвари & Андреа Ньюман                                                   | 2 октября 2019   | 7.64                |
| 162     | 3          | «Badlands» «Бесплодные земли»                                     | Оливия Ньюман     | Майкл А. О'Ши                                                                   | 9 октября 2019   | 7.70                |
| 163     | 4          | «Infection, Part I» «Инфекция Часть 1»                            | Реза Табризи      | История: Дерек Хаас & Дик Вульф Телеадаптация: Дерек Хаас                       | 16 октября 2019  | 8.23                |
| 164     | 5          | «Buckle Up» «Собраться»                                           | Лесли Либман      | Мэтт Уитни                                                                      | 23 октября 2019  | 7.87                |
| 165     | 6          | «What Went Wrong» «Что пошло не так»                              | Сэнфорд Букставер | Джамила Дэниэл                                                                  | 30 октября 2019  | 7.45                |
| 166     | 7          | «Welcome to Crazytown» «Добро пожаловать в сумасшедший город»     | Карл Ситон        | Майкл Гилвари & Андреа Ньюман                                                   | 6 ноября 2019    | 7.68                |
| 167     | 8          | «Seeing Is Believing» «Пока не увижу, не поверю»                  | Эрик Ланёвилль    | Рон МакКэнтс                                                                    | 13 ноября 2019   | 7.17                |
| 168     | 9          | «Best Friend Magic» «Лучший друг волшебство»                      | Реза Табризи      | Дерек Хаас                                                                      | 20 ноября 2019   | 8.36                |
| 169     | 10         | «Hold Our Ground» «Держись за нашу землю»                         | Мэтт Эрл Бисли    | Майкл О’Ши                                                                      | 8 января 2020    | 7.95                |
| 170     | 11         | «Where We End Up» «Где мы в конечном итоге»                       | Батан Сильва      | Мэтт Уитни                                                                      | 15 января 2020   | 8.17                |
| 171     | 12         | «Then Nick Porter Happened» «а потом появился Ник Портер»         | Реза Табризи      | Майкл Гилвари & Андреа Ньюман                                                   | 22 января 2020   | 8.18                |
| 172     | 13         | «A Chicago Welcome» «Добро пожаловать в Чикаго»                   | Пол Маккрейн      | Дерек Хаас                                                                      | 5 февраля 2020   | 8.18                |
| 173     | 14         | «Shut It Down» «Выключите его»                                    | Лесли Либман      | Нил МакКормак                                                                   | 12 февраля 2020  | 8.28                |
| 174     | 15         | «Off the Grid» «Вне сети»                                         | Реза Табризи      | Мэтт Уитни                                                                      | 26 февраля 2020  | 8.66                |
| 175     | 16         | «The Tendency of a Drowning Victim» «Склонность утопающей жертвы» | Мэтт Эрл Бисли    | Майкл Гилвари & Андреа Ньюман                                                   | 4 марта 2020     | 8.26                |
| 176     | 17         | «Protect a Child» «Защитите ребенка»                              | Бренна Маллой     | Дерек Хаас                                                                      | 18 марта 2020    | 9.02                |
| 177     | 18         | «I'll Cover You» «Я прикрою тебя»                                 | Эрик Ланёвилль    | История: Рон МакКэнтс & Майкл О’Ши Телеадаптация: Майкл Гилвари & Андреа Ньюман | 25 марта 2020    | 9.20                |
| 178     | 19         | «Light Things Up» «Осветите вещи»                                 | Николь Рубио      | Элизабет Шарман                                                                 | 8 апреля 2020    | 8.99                |
| 179     | 20         | «51's Original Bell» «Оригинальный колокол 51»                    | Эрик Ланёвилль    | Мэтт Уитни                                                                      | 15 апреля 2020   | 9.46                |

### Сезон 9 (2020—2021)
| № общий | № в сезоне | Название                                                           | Режиссёр       | Автор сценария                             | Дата премьеры   | Зрители в США (млн) |
| ------- | ---------- | ------------------------------------------------------------------ | -------------- | ------------------------------------------ | --------------- | ------------------- |
| 180     | 1          | «Грохот второго города» «Rattle Second City»                       | Реза Табризи   | Дерек Хаас                                 | 11 ноября 2020  | 7.23                |
| 181     | 2          | «Такой жар» «That Kind of Heat»                                    | Реза Табризи   | Андреа Ньюман & Майкл Гилвари              | 18 ноября 2020  | 7.77                |
| 182     | 3          | «Мощная терапия» «Smash Therapy»                                   | Эрик Ланёвилль | Мэтт Уитни                                 | 13 января 2021  | 7.26                |
| 183     | 4          | «Забавно, какие вещи нам напоминают» «Funny What Things Remind Us» | Мэтт Эрл Бисли | Элизабет Шерман                            | 27 января 2021  | 6.95                |
| 184     | 5          | «Мой счастливый день» «My Lucky Day»                               | Реза Табризи   | Дерек Хаас & Андреа Ньюман & Майкл Гилвари | 3 февраля 2021  | 7.31                |
| 185     | 6          | «Взорвать это как-нибудь» «Blow This Up Somehow»                   | Мэтт Эрл Бисли | Андреа Ньюман & Майкл Гилвари              | 10 февраля 2021 | 7.50                |
| 186     | 7          | «Мертвая зима» «Dead of Winter»                                    | Бренна Маллой  | Кимберли Ндомбе                            | 17 февраля 2021 | 7.29                |
| 187     | 8          | «Маршрут побега» «Escape Route»                                    | Мэтт Эрл Бисли | Нил МакКормик                              | 10 марта 2021   | 7.04                |
| 188     | 9          | «Двойной красный» «Double Red»                                     | Реза Табризи   | Дерек Хаас                                 | 17 марта 2021   | 7.48                |
| 189     | 10         | «Одна cумасшедшая смена» «One Crazy Shift»                         | Милена Гович   | Эшли Купер                                 | 31 марта 2021   | 7.35                |
| 190     | 11         | «Пара сотен градусов» «A Couple Hundred Degrees»                   | Бренна Маллой  | Майкл Гилвари & Андреа Ньюман              | 7 апреля 2021   | 6.65                |
| 191     | 12         | «Прирожденный пожарный» «Natural Born Firefighter»                 | Эрик Ланёвилль | Мэтт Уитни                                 | 21 апреля 2021  | 6.92                |
| 192     | 13         | «Не вешай трубку» «Don't Hang Up»                                  | Реза Табризи   | Дерек Хаас                                 | 5 мая 2021      | 7.22                |
| 193     | 14         | «Что будет дальше» «What Comes Next»                               | Эрик Ланёвилль | Элизабет Шерман                            | 12 мая 2021     | 7.08                |
| 194     | 15         | «Панический страх» «A White-Knuckle Panic»                         | Реза Табризи   | Майкл Гилвари & Андреа Ньюман              | 19 мая 2021     | 6.84                |
| 195     | 16         | «Выживших нет» «No Survivors»                                      | Лиза Робинсон  | Дерек Хаас                                 | 26 мая 2021     | 7.26                |

### Сезон 10 (2021—2022)
| № общий | № в сезоне | Название                                                         | Режиссёр        | Автор сценария                | Дата премьеры    | Произв. код | Зрители в США (млн) |
| ------- | ---------- | ---------------------------------------------------------------- | --------------- | ----------------------------- | ---------------- | ----------- | ------------------- |
| 196     | 1          | «Сигнал бедствия» «Mayday»                                       | Реза Табризи    | Майкл Гилвари & Андреа Ньюман | 22 сентября 2021 | 1001        | 7.28                |
| 197     | 2          | «Количество голов» «Head Count»                                  | Мэтт Эрл Бисли  | Мэтт Уитни                    | 29 сентября 2021 | 1002        | 7.36                |
| 198     | 3          | «Считаешь свои вдохи» «Counting Your Breaths»                    | Хизер Каппиелло | Элизабет Шерман               | 6 октября 2021   | 1003        | 7.18                |
| 199     | 4          | «То, что нужно» «The Right Thing»                                | Стивен Крегг    | Майкл Гилвари & Андреа Ньюман | 13 октября 2021  | 1004        | 7.25                |
| 200     | 5          | «Двести» «Two Hundred»                                           | Реза Табризи    | Дерек Хаас                    | 20 октября 2021  | 1005        | 7.36                |
| 201     | 6          | «Мертвая зона» «Dead Zone»                                       | Мэтт Эрл Бисли  | Эшли Купер                    | 27 октября 2021  | 1006        | 6.80                |
| 202     | 7          | «Кого мне бояться?» «Whom Shall I Fear?»                         | Реза Табризи    | Виктор Теран                  | 3 ноября 2021    | 1007        | 7.00                |
| 203     | 8          | «Что произошло в Виски-Пойнт?» «What Happened at Whiskey Point?» | Стивен Крегг    | Майкл Гилвари & Андреа Ньюман | 10 ноября 2021   | 1008        | 6.63                |
| 204     | 9          | «Зимний фестиваль» «Winterfest»                                  | Неизвестно      | Неизвестно                    | 8 декабря 2021   | 1009        | 6.77                |
| 205     | 10         | «Назад с взрывом» «Back with a Bang»                             | Неизвестно      | Неизвестно                    | 5 января 2022    | 1010        | 7.15                |
| 206     | 11         | «Туман войны» «Fog of War»                                       | Неизвестно      | Неизвестно                    | 12 января 2022   | 1011        | 7.41                |
| 207     | 12         | «Демонстрация силы» «Show of Force»                              | Неизвестно      | Неизвестно                    | 19 января 2022   | 1012        | 7.27                |
| 208     | 13         | «Полицейский-пожарный» «Fire Cop»                                | Неизвестно      | Неизвестно                    | 23 февраля 2022  | 1013        | 6.83                |
| 209     | 14         | «Офицер с твердым духом» «An Officer With Grit»                  | Неизвестно      | Неизвестно                    | 2 марта 2022     | 1014        | 6.89                |
| 210     | 15         | «Недостающий Фрагмент» «The Missing Piece»                       | Неизвестно      | Неизвестно                    | 9 марта 2022     | 1015        | 7.14                |
| 211     | 16         | «Горячий и быстрый» «Hot and Fast»                               | Неизвестно      | Неизвестно                    | 16 марта 2022    | 1016        | 6.66                |
| 212     | 17         | «Держите себя в безопасности» «Keep You Safe»                    | Неизвестно      | Неизвестно                    | 6 апреля 2022    | 1017        | 7.39                |
| 213     | 18         | «Что внутри тебя?» «What's Inside You»                           | Неизвестно      | Неизвестно                    | 13 апреля 2022   | 1018        | 7.20                |
| 214     | 19         | «Заверши то, что ты начал» «Finish What You Started»             | Неизвестно      | Неизвестно                    | 20 апреля 2022   | 1019        | 7.21                |
| 215     | 20         | «На полпути к Луне» «Halfway to the Moon»                        | Неизвестно      | Неизвестно                    | 11 мая 2022      | 1020        | 6.78                |
| 216     | 21         | «Последний шанс» «Last Chance»                                   | Неизвестно      | Неизвестно                    | 18 мая 2022      | 1021        | 6.79                |
| 217     | 22         | «Великолепный город Чикаго» «The Magnificent City of Chicago»    | Неизвестно      | Неизвестно                    | 25 мая 2022      | 1022        | 7.03                |

### Сезон 11 (2022—2023)
| № общий | № в сезоне | Название                                                           | Режиссёр   | Автор сценария | Дата премьеры    | Произв. код | Зрители в США (млн) |
| ------- | ---------- | ------------------------------------------------------------------ | ---------- | -------------- | ---------------- | ----------- | ------------------- |
| 218     | 1          | «Держись крепче» «Hold on Tight»                                   | Неизвестно | Неизвестно     | 21 сентября 2022 | 1101        | 6.75                |
| 219     | 2          | «Каждый шрам рассказывает свою историю» «Every Scar Tells a Story» | Неизвестно | Неизвестно     | 28 сентября 2022 | 1102        | 6.76                |
| 220     | 3          | «Полностью уничтожен» «Completely Shattered»                       | Неизвестно | Неизвестно     | 5 октября 2022   | 1103        | 7.35                |
| 221     | 4          | «Центр вселенной» «The Center of the Universe»                     | Неизвестно | Неизвестно     | 12 октября 2022  | 1104        | 7.16                |
| 222     | 5          | «Дом с привидениями» «Haunted House»                               | Неизвестно | Неизвестно     | 19 октября 2022  | 1105        | 7.03                |
| 223     | 6          | «Всеобщая тайна» «All-Out Mystery»                                 | Неизвестно | Неизвестно     | 2 ноября 2022    | 1106        | 6.56                |
| 224     | 7          | «Злиться легче» «Angry Is Easier»                                  | Неизвестно | Неизвестно     | 9 ноября 2022    | 1107        | 6.19                |
| 225     | 8          | «Прекрасная жизнь» «A Beautiful Life»                              | Неизвестно | Неизвестно     | 16 ноября 2022   | 1108        | 6.90                |
| 226     | 9          | «Немезида» «Nemesis»                                               | Неизвестно | Неизвестно     | 7 декабря 2022   | 1109        | 6.85                |
| 227     | 10         | «Что-то от боли» «Something for the Pain»                          | Неизвестно | Неизвестно     | 4 января 2023    | 1110        | 7.06                |
| 228     | 11         | «Парень, которого я когда-то знал» «A Guy I Used to Know»          | Неизвестно | Неизвестно     | 11 января 2023   | 1111        | 6.84                |
| 229     | 12         | «Как это закончится?» «How Does It End?»                           | Неизвестно | Неизвестно     | 18 января 2023   | 1112        | 7.19                |

### Сезон 12 (2024)
| № общий | № в сезоне | Название                                       | Режиссёр      | Автор сценария | Дата премьеры   | Зрители в США (млн) |
| ------- | ---------- | ---------------------------------------------- | ------------- | -------------- | --------------- | ------------------- |
| 240     | 1          | «Едва ушёл» «Barely Gone»                      | Реза Табризи  | Андреа Ньюман  | 17 января 2024  | 7.00                |
| 241     | 2          | «Зовите меня Макхолланд» «Call Me McHolland»   | Лиза Демэйн   | Мэтт Уитни     | 24 января 2024  | 6.58                |
| 242     | 3          | «Захваченный» «Trapped»                        | Реза Табризи  | Майкл Гилвари  | 31 января 2024  | 6.73                |
| 243     | 4          | «Мелочи» «The Little Things»                   | Лиза Робинсон | Виктор Теран   | 7 февраля 2024  | 6.30                |
| 244     | 5          | «На крючке» «On The Hook»                      | Неизвестно    | Неизвестно     | 21 февраля 2024 | 6.40                |
| 245     | 6          | «Порт во время шторма» «Port in the Storm»     | Неизвестно    | Неизвестно     | 28 февраля 2024 | 6.58                |
| 246     | 7          | «Красный флаг» «Red Flag»                      | Неизвестно    | Неизвестно     | 20 марта 2024   | 6.33                |
| 247     | 8          | «Вся тьма» «All the Dark»                      | Неизвестно    | Неизвестно     | 27 марта 2024   | 6.26                |
| 248     | 9          | «Что-то в ней» «Something About Her»           | Неизвестно    | Неизвестно     | 3 апреля 2024   | 6.07                |
| 249     | 10         | «Не тот парень» «The Wrong Guy»                | Неизвестно    | Неизвестно     | 1 мая 2024      | 6.05                |
| 250     | 11         | «Внутренний человек» «Inside Man»              | Неизвестно    | Неизвестно     | 8 мая 2024      | 6.08                |
| 251     | 12         | «Под давлением» «Under Pressure»               | Неизвестно    | Неизвестно     | 15 мая 2024     | 5.86                |
| 252     | 13         | «Никогда не говори прощай» «Never Say Goodbye» | Неизвестно    | Неизвестно     | 22 мая 2024     | 5.79                |

### Сезон 13 (2024 - 2025)
| № общий | № в сезоне | Название                                                          | Режиссёр        | Автор сценария | Дата премьеры    | Произв. код | Зрители в США (млн) |
| --- | ---------- | ----------------------------------------------------------------- | --------------- | -------------- | ---------------- | ----------- | ------------------- |
| 253 | 1          | «Монстр в поле» «A Monster in the Field»                          | Реза Табризи    | Неизвестно     | 25 сентября 2024 | TBA         | 5.60                |
| Новый начальник вносит перемены в пожарную часть 51. Вайолет и Новак работают над тем, чтобы раскрыть правду об автокатастрофе. Круз внимательно следит за крепнущей связью Северайда и Дэймона.                                                                               |            |                                                                   |                 |                |                  |             |                     |
| 254 | 2          | «Оседлайте лезвие» «Ride the Blade»                               | Пол Маккрейн    | Неизвестно     | 2 октября 2024   | TBA         | 5.65                |
| После того, как Дэймон не подчиняется приказам Кидда в звонке, он обращается к Северайду, чтобы тот защитил его. Герман ищет идеальный аромат, чтобы придать остроты отношениям с Синди.                                                                                       |            |                                                                   |                 |                |                  |             |                     |
| 255 | 3          | «Все виды безумия» «All Kinds of Crazy»                           | Реза Табризи    | Неизвестно     | 9 октября 2024   | TBA         | 5.43                |
| Северайд и Ван Метер расследуют пожар в семейном ресторане. Паскаль подвергает сомнению лидерство Кидда. |            |                                                                   |                 |                |                  |             |                     |
| 256 | 4          | «Через кожу» «Through the Skin»                                   | Бренна Маллой   | Неизвестно     | 16 октября 2024  | TBA         | н/д                 |
| Вайолет рискует своей работой, чтобы принять роды по трагическому вызову; Мауч, Кэпп и Тони помогают Крузу выследить украденный велосипед Хави; отъезд Дэймона давит на Северайда.                                                                                             |            |                                                                   |                 |                |                  |             |                     |
| 257 | 5          | «Вниз по кроличьей норе» «Down the Rabbit Hole»                   | Лиза Демейн     | Неизвестно     | 23 октября 2024  | TBA         | н/д                 |
| Кидд и Северайд расследуют деятельность транспортной компании, ответственной за ряд аварий; Херрманн нанимает Кайли, чтобы помочь с приобретением новых радиоприемников; Пожарная часть 51 празднует день рождения Вайолет; Преданность Карвера рушится.                       |            |                                                                   |                 |                |                  |             |                     |
| 258 | 6          | «Хищные птицы» «Birds of Prey»                                    | Мэтт Эрл Бисли  | Неизвестно     | 31 октября 2024  | TBA         | н/д                 |
| Полиция штата препятствует расследованию Северайдом подозрительного пожара на складе, в ходе которого было обнаружено оружие-призрак, Карвер снова оказывается в сложной ситуации с Киддом, а у Мауча в участке появляется крылатый враг.                                      |            |                                                                   |                 |                |                  |             |                     |
| 259 | 7          | «Неприкасаемый» «Untouchable»                                     | Лиза Робинсон   | Неизвестно     | 13 ноября 2024   | TBA         | н/д                 |
| Паскаль и Северайд снова посещают пожар на складе в поисках новых улик. Круз помогает Маучу подготовиться к экзамену. Новак предлагает шефу Робинсону программу цельной крови.                                                                                                 |            |                                                                   |                 |                |                  |             |                     |
| 260 | 8          | «Quickstand» «Quickstand»                                         | Хизер Каппиелло | Неизвестно     | 20 ноября 2024   | TBA         | н/д                 |
| Херрманн и Мауч готовятся к экзаменам на офицера. Круз получает зловещий знак. Карвер заботится о собаке, чей хозяин пострадал во время экстренного вызова. |            |                                                                   |                 |                |                  |             |                     |
| 261 | 9          | «слуга» «A Favor»                                                 | Реза Табризи    | Неизвестно     | 7 января 2025    | TBA         | н/д                 |
| Прошлое Круза возвращается, чтобы преследовать его. Северайд готовится вести занятия по поджогам в академии. Мауч ищет ближайших родственников жертвы. |            |                                                                   |                 |                |                  |             |                     |
| 262 | 10         | «теория хаоса» «Chaos Theory»                                     | Уильям Эйхлер   | Неизвестно     | 21 января 2025   | TBA         | н/д                 |
| Команда реагирует на кризис в общественном центре. Северайд вынужден расследовать одного из членов своей команды. Кидд помогает учителю, переживающему пост-инцидент спин-аут.                                                                                                 |            |                                                                   |                 |                |                  |             |                     |
| 263 | 11         | «В окопах: Часть I» «In the Trenches: Part I»                     | Реза Табризи    | Неизвестно     | 29 января 2025   | TBA         | н/д                 |
| Спасатели Чикаго объединяются после катастрофического взрыва газа и пожара, угрожающих зданию городского правительства. Херрманн неохотно следует за Паскалем, в то время как Вайолет, Новак и доктор Фрост берут на себя ответственность за сортировку пострадавших на месте. |            |                                                                   |                 |                |                  |             |                     |
| 264 | 12         | «Рельефный рез» «Relief Cut»                                      | Пол Маккрейн    | Неизвестно     | 5 февраля 2025   | TBA         | н/д                 |
| Херрманн расследует рост числа пропавших пожарных гидрантов и объединяется с Кайли, чтобы выследить их. В город приезжает двоюродный брат Кидда, раскрывая удивительную семейную историю. Вайолет и Новак лечат жертву испорченного праздничного торта.                        |            |                                                                   |                 |                |                  |             |                     |
| 265 | 13         | «Рожденный огнем» «Born of Fire»                                  | Лиза Робинсон   | Неизвестно     | 19 февраля 2025  | TBA         | н/д                 |
| После смелой спасательной операции в парке приключений Кидд просит Северайда создать веревочный парк для Girls on Fire; бывший враг Вайолет возвращается, умоляя ее о помощи; Херрманн создает фирменный коктейль для Molly's.                                                 |            |                                                                   |                 |                |                  |             |                     |
| 266 | 14         | «Время бара» «Bar Time»                                           | Шилин Чокси     | Неизвестно     | 26 февраля 2025  | TBA         | н/д                 |
| Неожиданный гость из прошлого Новака присоединяется к Амбо для ночной поездки; Херрманн сталкивается с горой отчетов о происшествии и отчетов об инцидентах на уровне шефа; Вайолет ловит Карвера на лжи.                                                                      |            |                                                                   |                 |                |                  |             |                     |
| 267 | 15         | «Слишком близко» «Too Close»                                      | Пит Чатмон      | Неизвестно     | 5 марта 2025     | TBA         | н/д                 |
| Кидд и Северайд с нетерпением ждут больших новостей; Паскаль ищет идеальный подарок на годовщину. |            |                                                                   |                 |                |                  |             |                     |
| 268 | 16         | «В руинах» «In the Rubble»                                        | Мэтт Эрл Бисли  | Неизвестно     | 26 марта 2025    | TBA         | н/д                 |
| Перед лицом невзгод Паскаль ищет справедливости. Вайолет изо всех сил пытается написать письмо Карверу. Дэймон возвращается в бассейн для плавающих, надеясь получить постоянное место в 51.                                                                                   |            |                                                                   |                 |                |                  |             |                     |
| 269 | 17         | «Такой зверь» «A Beast Like This»                                 | Крис ДеАнджелис | Неизвестно     | 2 апреля 2025    | TBA         | н/д                 |
| Кидд помогает подростку, увлеченному Girls on Fire, в то время как Круз, Кэпп и Тони готовятся испытать новую пилу Squad. Вайолет и Новак ломают голову над упавшим в обморок бодибилдером в спортзале.                                                                        |            |                                                                   |                 |                |                  |             |                     |
| 270 | 18         | «Посмертное вскрытие» «Post-Mortem»                               | Реза Табризи    | Неизвестно     | 16 апреля 2025   | TBA         | н/д                 |
| Заместитель комиссара Боден возвращается в пожарную часть № 51, чтобы расследовать катастрофическую перестрелку и связанную с ней тайну, в результате которой один из них оказался в опасности.                                                                                |            |                                                                   |                 |                |                  |             |                     |
| 271 | 19         | «Постоянный ущерб» «Permanent Damage»                             | Уильям Эйхлер   | Неизвестно     | 23 апреля 2025   | TBA         | н/д                 |
| Северайд расследует старый пожар в доме, произошедший 10 лет назад, на который отреагировал Кидд; Карвер и Вайолет ищут таинственного медика, бросившего жертву; Новак ищет соседа по комнате.                                                                                 |            |                                                                   |                 |                |                  |             |                     |
| 272 | 20         | «Разрежь меня» «Cut Me Open»                                      | Лиза Робинсон   | Неизвестно     | 7 мая 2025       | TBA         | н/д                 |
| Поскольку экипаж почти полностью истощен, эксперт по эффективности работы проводит оценку пожарной части № 51. Северайд и Кидд присутствуют при рождении ребенка, которого они надеются усыновить.                                                                             |            |                                                                   |                 |                |                  |             |                     |
| 273 | 21         | «Плохой парень» «The Bad Guy»                                     | Неизвестно      | Неизвестно     | 14 мая 2025      | TBA         | н/д                 |
| Кидд укрепляет свою связь с Натали во время поездки. Северайд расследует пожар в машине и находит неожиданные улики. Вайолет получает возможность карьерного роста после того, как ее опубликовали в местной газете.                                                           |            |                                                                   |                 |                |                  |             |                     |
| 274 | 22         | «Это должно было закончиться именно так» «It Had to End This Way» | Неизвестно      | Неизвестно     | 21 мая 2025      | TBA         | н/д                 |
| Северайд рискует своей работой, чтобы помочь одному из своих. Кидд разбирается в сложных отношениях Натали с ее сестрой. Херрманн готовится к сдаче теста на Шефа. |            |                                                                   |                 |                |                  |             |                     |
| 275 | 14сезон    | «ТВА» «ТВА»                                                       | TBD             | TBD            | осень 2025       | TBA         | TBD                 |